# Annaberg-Buchholz
Annaberg-Buchholz ist eine Große Kreisstadt im sächsischen Erzgebirgskreis. Sie ist zugleich die bevölkerungsreichste Stadt des Landkreises und dessen Verwaltungssitz. Die Stadt ist ein überregionales Verwaltungs- und Dienstleistungszentrum, Sitz der Agentur für Arbeit, des Tourismusverbandes und der Wirtschaftsförderungsgesellschaft. Die Altstadt von Annaberg sowie einige der umgebenden historischen Bergbaulandschaften gehören seit 2019 zum UNESCO-Welterbe.

## Geografie

### Geografische Lage
Die Stadt Annaberg-Buchholz liegt im Erzgebirge in einer durchschnittlichen Höhe von 600 m ü. NHN beiderseits des Sehmatals. Der Stadtteil Annaberg erstreckt sich an den Hängen des Pöhlbergs (832 m ü. NHN) rechts der Sehma, Buchholz an der gegenüberliegenden Talseite bis zum Schottenberg. Aufgrund seiner besonderen Lage hat der Stadtteil Buchholz den Charakter einer Terrassenstadt.

### Nachbargemeinden
Angrenzende Gemeinden sind Königswalde und Mildenau im Osten, die Stadt Schlettau im Westen, Sehmatal im Süden und Thermalbad Wiesenbad im Norden.

### Stadtgliederung
Das Stadtgebiet von Annaberg-Buchholz ist in die sechs Stadtteile Annaberg, Buchholz, Cunersdorf, Frohnau, Geyersdorf und Kleinrückerswalde eingeteilt.
| Stadtteil         | Bevölkerung (30.6.2011) |
| ----------------- | ----------------------- |
| Annaberg          | 13.040                  |
| Buchholz          | 3.582                   |
| Cunersdorf        | 897                     |
| Frohnau           | 936                     |
| Geyersdorf        | 1.174                   |
| Kleinrückerswalde | 1.476                   |

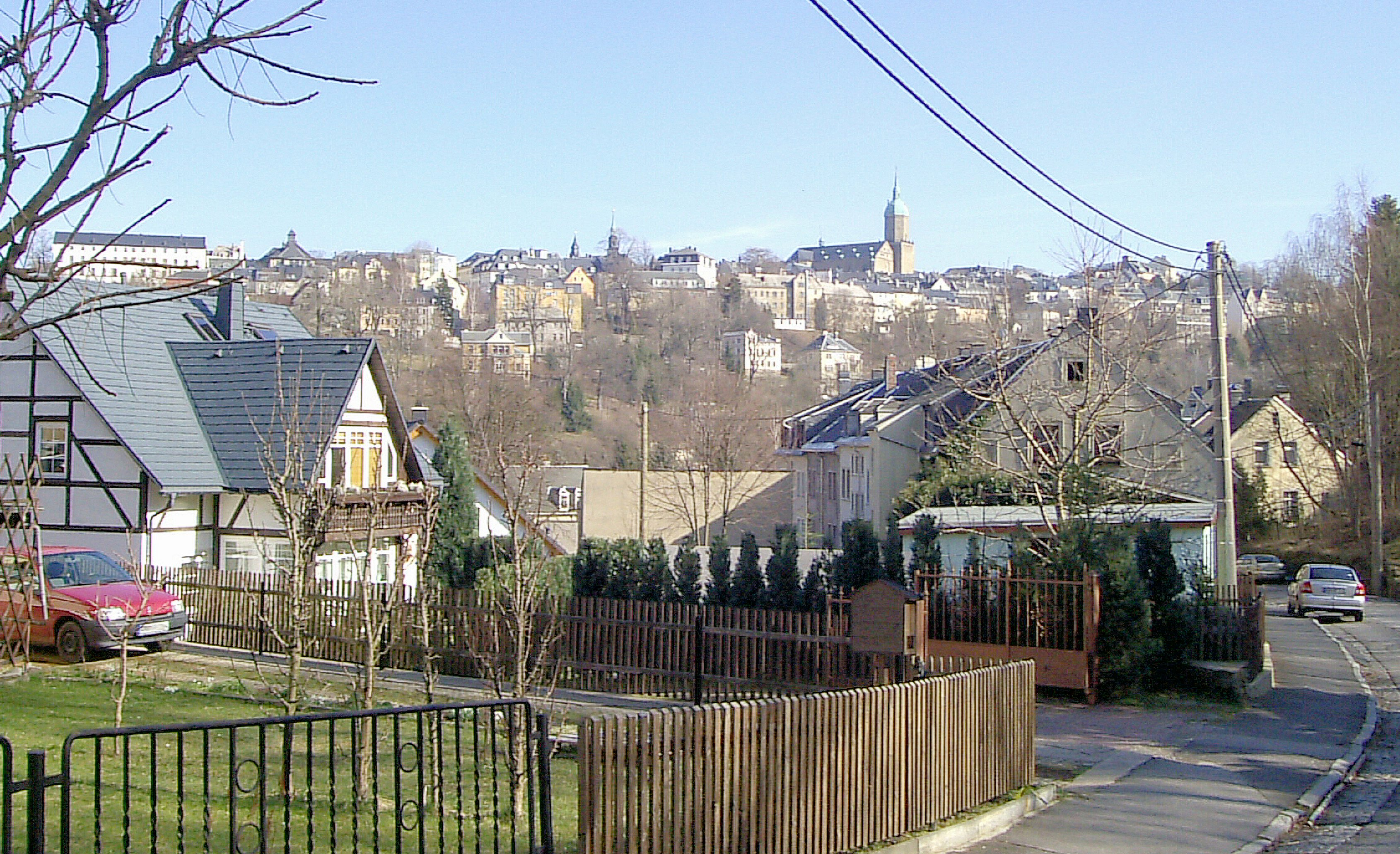
Blick nach Annaberg

Im eigentlichen Stadtgebiet Annabergs, zu dem außer der Kernstadt noch Kleinrückerswalde gehört, lebten insgesamt 14.516 Einwohner. In Buchholz (zu dessen Stadtgebiet noch Cunersdorf gehört) lebten 4.479 Einwohner.

Pöhlberg und Stadtteil Annaberg

## Geschichte

### Gründung

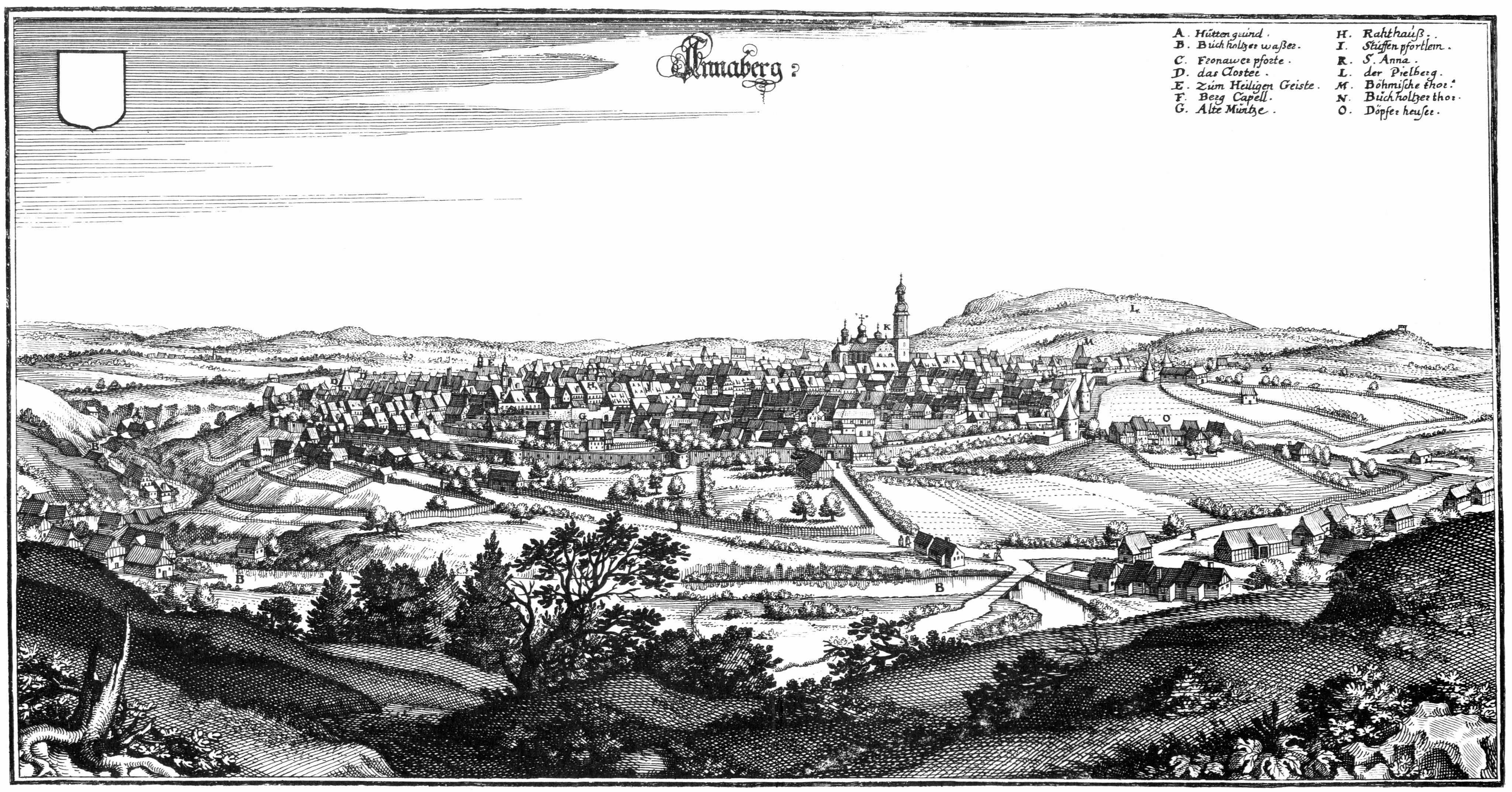
Stadtansicht von 1650

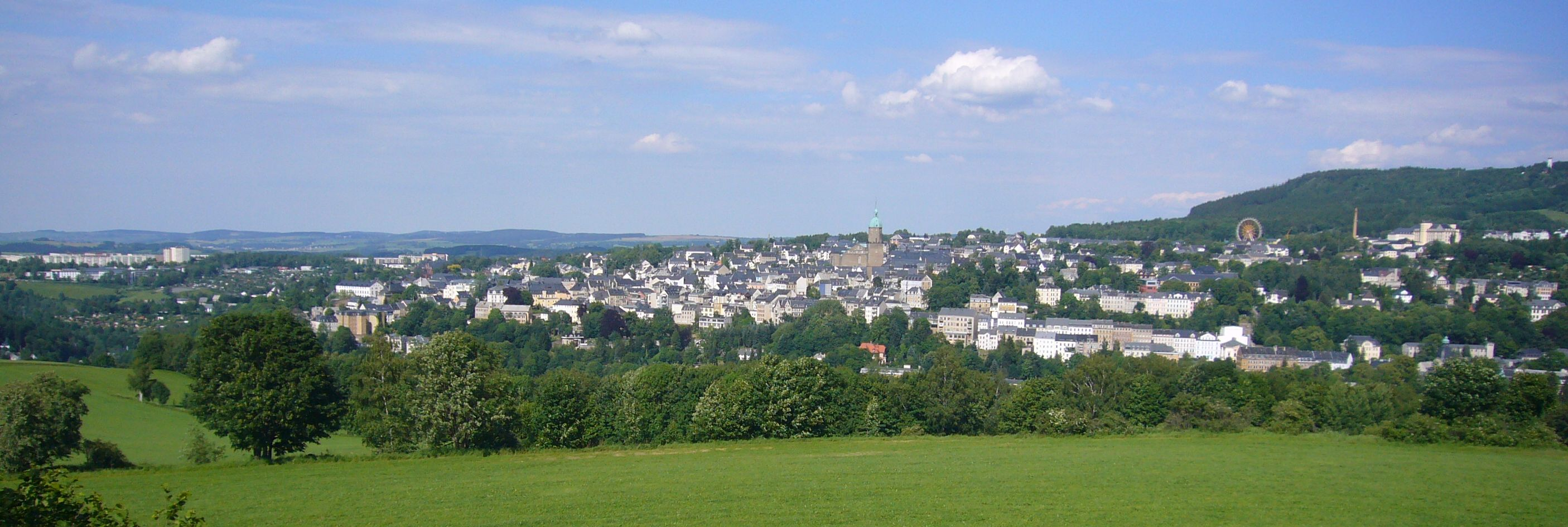
Annaberg von Westen

Das damals von dichtem Wald bedeckte obere Erzgebirge wurde im 12. und 13. Jahrhundert durch fränkische Bauern besiedelt. Die ersten schriftlichen Erwähnungen der heute zur Stadt Annaberg-Buchholz gehörenden Ortschaften Frohnau, Geyersdorf und Kleinrückerswalde stammen aus dem Jahr 1397.
Für die Anfänge des Bergbaus im Gebiet von Annaberg gibt es keine Belege. Die Münzbefreiung vom 31. Juli 1492 für den Schreckenberg deutet darauf hin, dass erste Erzgänge erschürft wurden. Am 11. Februar 1493 wurde eine Bergordnung für den Schreckenberg erlassen. Ausgangspunkt für die Stadtgründung war eine Verfügung Herzog Georgs von Sachsen aus dem Jahr 1496. Der Entwurf der Anlage stammte von dem späteren Freiberger Bürgermeister und Gelehrten Ulrich Rülein von Calw. Es gibt keinen zeitgenössischen Beleg oder Nachweis, dass Ulrich Rülein von Calw etwas mit der Planung der Stadt zu tun hatte. Als Stadtphysikus von Freiberg wäre er dazu schon zeitlich nicht in der Lage gewesen. Am 28. Oktober 1497 gewährte Herzog Georg im Auftrag seines Vaters Herzog Albrecht von Sachsen der entstehenden Siedlung, der Nawenstadt bey dem Schregkenbergk, für 3 Jahre zahlreiche Privilegien. Das wird gemeinhin als die Stadtgründung interpretiert. Im Jahr 1498 wurde die Münzstätte Annaberg gegründet, die sich bis gegen Ende 1501 in Frohnau befand und 1502 nach Annaberg verlegt wurde.
Folgende Ortsnamenformen wurden gebraucht:
1492 Schregkennpergk, 1494 den gewercken der funtgruben zu Schreckenperge, 1496 St. Annabergk, 1497 In der Neustadt des Schreckenberges, 1499 umb den Schreckenberg, zu der Nawenstadt, Newenstadt ader santt Annabergk, 1509 sandt Annaberg, stat, 1535 Sant Anaberg, 1547 Annenberg, 1555 Annebergk, 1589 Schreckenberg, hernach S. Annenberg genennet worden, 1590 Annaberg, 1949 Annaberg-Buchholz.
1495 begann man auf Grünhainer Klostergebiet, unterhalb von Annaberg, eine weitere Bergbausiedlung anzulegen. St. Katharinenberg im Buchholz erhielt 1501 erste Privilegien und wurde erstmals 1539 als Städtlein bezeichnet. Die Münzstätte Buchholz wurde 1505 unter Kurfürst Friedrich III. errichtet und 1553 mit der Annaberger Münze vereinigt. Im Jahr 1558 verlegte Kurfürst August die Annaberger Münze nach Dresden.
Seit der Leipziger Teilung 1485 verlief die Landesgrenze des ernestischen und des albertinischen Sachsens im Tal der Sehma zwischen den beiden Städten Annaberg im Amt Wolkenstein und Buchholz im Amt Grünhain. Nach der Wittenberger Kapitulation 1547 kam auch Buchholz zum albertinischen Teil Sachsens, der sich seitdem Kurfürstentum Sachsen nannte.

### Zentrum des Silberbergbaus

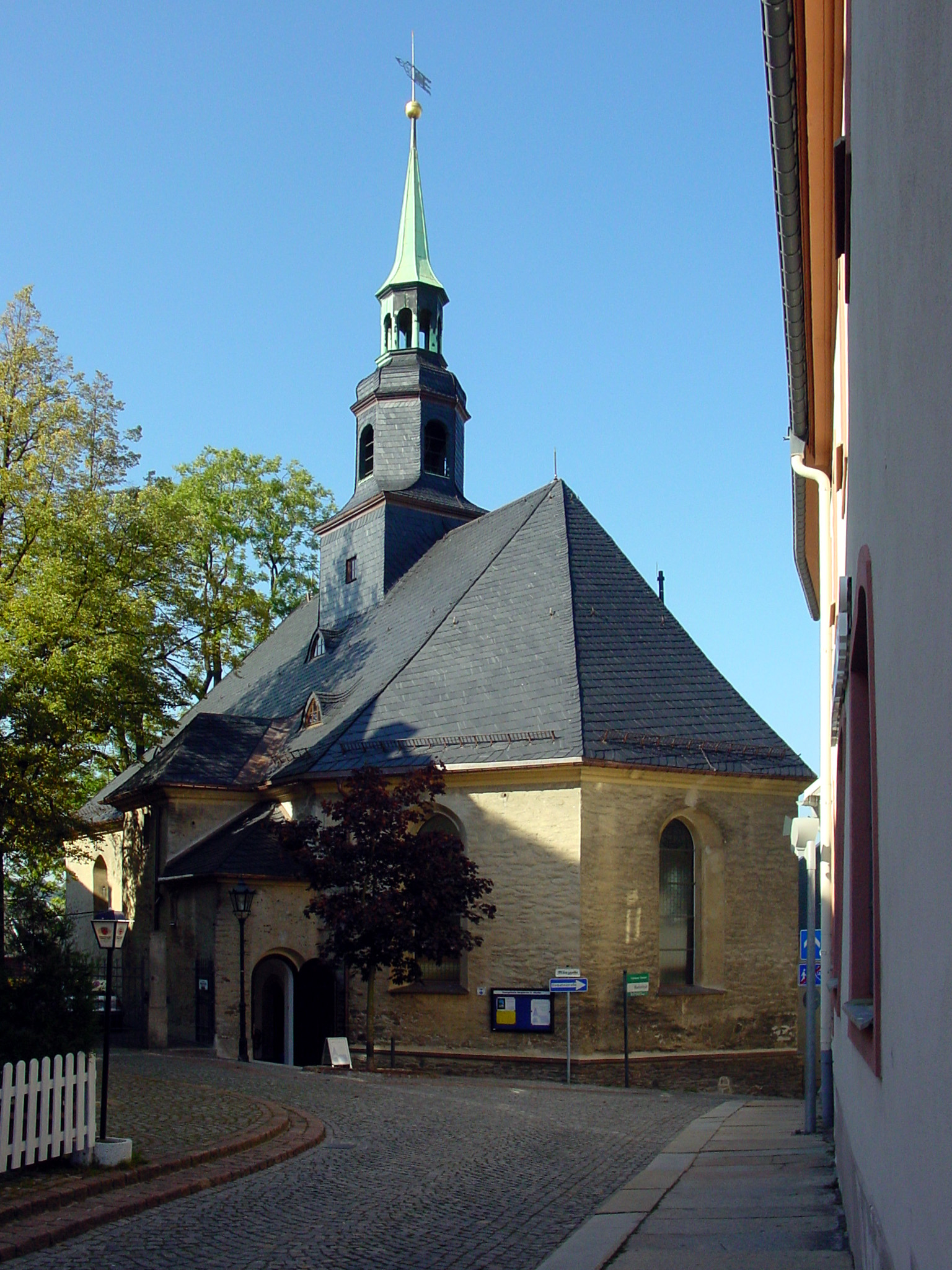
Bergkirche St. Marien

Die reiche Ausbeute des Silberbergbaus führte zu einem starken Zuzug von Bergleuten und einer raschen Vergrößerung der Einwohnerzahl. So entwickelte sich Annaberg in der ersten Hälfte des 16. Jahrhunderts zu der nach Freiberg zweitgrößten Stadt Sachsens. Etwa 1522 zog es Adam Ries nach Annaberg, der hier bis zu seinem Lebensende als Rechenmeister und Bergbeamter tätig war.
Während im ernestischen Sachsen, zu dem Buchholz gehörte, schon früh die Reformation eingeführt wurde, blieb Annaberg im albertinischen Sachsen katholisch. Herzog Georg war bemüht, die neue Stadt auch zu einem Zentrum des Glaubens zu entwickeln. In der St. Annenkirche wurde eine umfangreiche Reliquiensammlung zusammengetragen, die Annaberg auch zum Wallfahrtsort machte. Schon 1502 war in der Stadt ein großes Franziskanerkloster gegründet worden. Der Umstand, dass die Landesgrenze zwischen Annaberg und Buchholz zur Glaubensgrenze geworden war, führte dazu, dass zunehmend Annaberger heimlich den evangelischen Gottesdienst in der Nachbarstadt hörten. Dort predigte zum Beispiel 1524 der aus dem Annaberger Kloster geflohene Mönch und Reformator Friedrich Myconius und zog weit über 1000 Gläubige aus Annaberg an. Nach dem Tod Herzog Georgs hielt 1539, wie im gesamten albertinischen Sachsen, in Annaberg die Reformation Einzug.
Tonvorkommen am Pöhlberg begünstigten im 16. bis 18. Jahrhundert das Töpferhandwerk – wegen der Brandgefahr, die von den Brennöfen ausging, lagen die Betriebe vor den Stadttoren.
In der zweiten Hälfte des 16. Jahrhunderts gewannen Klöppeln und Bortenwirken wirtschaftliche Bedeutung, vor allem durch die Unternehmerin Barbara Uthmann. Im 17. Jahrhundert war die Region durch den starken Rückgang der bergbaulichen Tätigkeit geprägt und mehrfach von den Auswirkungen des Dreißigjährigen Kriegs betroffen.
Im 18. Jahrhundert waren Annaberg und Buchholz kleine Handwerkerstädte. 1712 besuchte Zar Peter der Große auf einer Reise nach Karlsbad Annaberg. Zwischen 1712 und 1720 kam es zu der auch international beachteten sogenannten Annaberger Krankheit (auf vermeintliche Hexerei zurückgeführte Fälle von Visionen und Anfällen), von denen 20 Personen betroffen waren. 1731 vernichtete ein Stadtbrand Teile der Stadt. Während des Bayerischen Erbfolgekriegs belagerten 1778 österreichische Truppen die Stadt. Da diese die geforderten 50.000 Taler Tribut nicht aufbringen konnte, wurden der Bürgermeister und ein Kaufmann in Geiselhaft genommen, nach Ungarn verschleppt und erst ein Jahr später freigelassen.
Der Fundort „Annaberg“, genauer der Annaberger Ortsteil Frohnau, ist Namensgeber für das 1852 durch Henry James Brooke und William Hallowes Miller beschriebene Mineral Annabergit.

### Industrielle Revolution

Plan der Stadt Annaberg um 1908

Im 19. Jahrhundert kam es zu einem nachhaltigen wirtschaftlichen Aufschwung, vor allem durch die Textilindustrie. Ausschlaggebend dafür war für die Städte Annaberg und Buchholz die Einführung der Gewerbefreiheit in Sachsen 1861 sowie die Eröffnung der Chemnitz-Annaberger Eisenbahn im Jahr 1866. Ab 1872 bestand eine direkte Eisenbahnverbindung nach Böhmen, über die vor allem die böhmische Kohle günstig importiert werden konnte.
Im Zuge der Industriellen Revolution entwickelten sich Annaberg und Buchholz Ende des 19. Jahrhunderts zu einem weltweiten Zentrum der Posamentenherstellung. Annaberger Firmen unterhielten Niederlassungen in zahlreichen Metropolen der Welt wie Paris, London und New York. In dieser Zeit arbeiteten in den beiden Städten weit über 200 größere und kleinere Manufakturen sowie selbstständige Posamentierer. Hergestellt wurden Quasten, Borten und Spitze, Produkte, deren Bedarf, bedingt durch den Zeitgeschmack in Mode und Einrichtung, rasant stieg, sowie Taschen und Posamentiermaschinen.
Ein weiterer wichtiger Wirtschaftszweig waren Kartonagen- und Prägewerke, die Verpackungsmaterialien, Schachteln und geprägte Verzierungen herstellten. Auch diese Artikel wurden von Annaberg und Buchholz aus bis nach Übersee exportiert.
Ausdruck für die damalige wirtschaftliche Blüte und die Bedeutung des Wirtschaftsstandortes war die Einrichtung einer amerikanischen Konsularagentur in Annaberg 1879, die 1882 zu einem Konsulat erhoben wurde. Hier wurden im Wesentlichen die Ausfuhrformalitäten erzgebirgischer Waren erledigt. Als zahlreiche Annaberger Firmen dies verstärkt über ihre eigenen ausländischen Filialen abwickelten, wurde das Konsulat überflüssig und 1908 wieder geschlossen.
Auch Buchholz, das immer im Schatten seiner bedeutenderen Nachbarstadt gestanden hatte, baute sich seit dem 16. Jahrhundert mit Spitzenklöppelei und Posamentenherstellung ein wichtiges wirtschaftliches Standbein auf. 1620 zogen böhmische Exulanten zu, bevor es, ohne Stadtmauer, im Dreißigjährigen Krieg schwer verwüstet wurde. 1868 wurde in der Stadt ein Herstellungsverfahren für Perlgewebe erfunden, das, als Buchholzer Monopol, zu einem wirtschaftlichen Aufschwung führte.
Ab 1874 war Annaberg Sitz der Amtshauptmannschaft Annaberg und ab 1939 des Landkreises Annaberg bis zu dessen Auflösung 2008.

### Zeit des Nationalsozialismus und Zweiter Weltkrieg
Zu Beginn der Zeit des Nationalsozialismus wurde im Schützenhaus, der späteren Gaststätte Erzgebirgischer Hof, ein frühes Konzentrationslager eingerichtet, in dem hunderte Mitglieder von Arbeiterorganisationen und andere Gegner des NS-Regimes interniert und misshandelt wurden. Anlässlich des Novemberpogroms 1938 ließ der Erste Bürgermeister Max Dietze die verbliebenen 16 Juden der Stadt, die bis 1935/36 den Betsaal der Israelitischen Religionsgemeinde im Hinterhaus an der Buchholzer Straße 17 benutzt hatten, vertreiben bzw. in die Vernichtungslager deportieren. Der jüdische Friedhof wurde zerstört und 1940 eingeebnet.
In Annaberg hielten sich die Zerstörungen im Zweiten Weltkrieg in Grenzen. Buchholz hingegen wurde bei einem Bombenangriff am 14. Februar 1945 schwer getroffen. Anstelle eines vorgesehenen Angriffs auf das nahe Chemnitz schwenkten mehrere Bomber wegen zu hoher Wolken nach Süden ab, die Städte Annaberg und Buchholz wurden ausgeleuchtet. Man vermutet, dass beim Überflug über den Pöhlberg die Bomben zu spät ausgeklinkt wurden, so dass die Stadt Annaberg in dieser Nacht von Zerstörungen verschont blieb. In Buchholz hingegen wurden zahlreiche Häuser zerstört oder schwer beschädigt. Auch die Katharinenkirche wurde getroffen, Gewölbe und Pfeiler stürzten ein, nur die Umfassungsmauern blieben erhalten. Bis 1975 wurde sie wieder aufgebaut.

### Nachkriegszeit, DDR und politische Wende
Im Jahr 1945 wurden die beiden Städte Annaberg und Buchholz auf Anweisung des sowjetischen Stadtkommandanten vereinigt. Bis dahin hatte es bereits mehrere Versuche gegeben, die beiden vollständig zusammengewachsenen Städte auch politisch zusammenzuschließen. 1913 wurde eine Initiative seitens der Stadt Buchholz vom Annaberger Rat abgelehnt, 1919 scheiterte ein erneuter Anlauf an der Annaberger Bedingung, nur eine Eingemeindung von Buchholz, nicht aber eine Vereinigung der beiden Städte zu akzeptieren. Mehrere Anläufe zur Schaffung einer Großgemeinde unter Einbeziehung weiterer angrenzender Orte wie Frohnau oder Cunersdorf blieben in den 1920er Jahren erfolglos.
Gegen die Zwangsvereinigung durch die Besatzungsmacht regte sich 1945 besonders aus Buchholz Widerstand, örtliche Gremien protestierten und verlangten ein ordnungsgemäßes Verfahren. 1947 stimmte schließlich der Kreistag, im Jahr darauf auch der sächsische Landtag der Vereinigung zu. Auf der Grundlage des Gesetzes über den Zusammenschluss der Stadtgemeinden Annaberg und Buchholz (Landkreis Annaberg) vom 10. Dezember 1948 (Gesetze/Befehle/Bekanntmachungen/Verordnungen veröffentlicht durch die Landesregierung Sachsen, 4. Jg. 1948, S. 650) fand die offizielle Vereinigung der beiden Städte statt.
Die Förderung von Uranerzen für die SAG Wismut ab 1947 und besonders in den 1950er Jahren führte zu einem Wiederaufleben des Bergbaus und zu einem starken Anstieg der Bevölkerung. Nachdem bereits Ende der 1940er Jahre größere Unternehmen enteignet worden waren, wurde 1972 ein Großteil der noch in Privatbesitz verbliebenen Firmen verstaatlicht. Nach der politischen Wende 1989/90 wurden viele Unternehmen in Privathand zurückgeführt.
Im September 1994 war Annaberg-Buchholz Ausrichter des dritten Tages der Sachsen.
Annaberg-Buchholz verweigerte zusammen mit der Partnergemeinde Staffelstein die Teilnahme an den weltweiten Festivitäten zur vermeintlichen Jahrtausendwende 1999/2000 und verwies auf die weit verbreitete fehlerhafte Zeitrechnung.

### Eingemeindungen
- 1. Januar 1912: Eingemeindung von Kleinrückerswalde in die Stadt Annaberg
- 1. Oktober 1949: Vereinigung der Städte Annaberg und Buchholz (formelle Bestätigung der 1945 durch den sowjetischen Stadtkommandanten angewiesenen Fusion)[10]
- 1. Januar 1996: Eingemeindung von Frohnau[11]
- 1. Juli 1998: Eingemeindung von Cunersdorf[12]
- 1. Januar 1999: Eingemeindung von Geyersdorf[13]

### Einwohnerentwicklung
Anfang des 16. Jahrhunderts zählte Annaberg mit geschätzten 8000 Bewohnern zu den größten Städten Deutschlands. 1834 hatte Annaberg 5068 Einwohner, Buchholz 1424. 1875 lebten in Annaberg 11.725 Einwohner, 1890 11.725, 1925 18.204, 1933 19.818.

1939 hatte Annaberg 19.266, Buchholz 8959 Bewohner, mit den ebenfalls zu Annaberg-Buchholz gehörenden Gemeinden Cunersdorf (1509) Frohnau (1610) und Geyersdorf (1497) lebten 1939 auf dem Gebiet der heutigen Stadt Annaberg-Buchholz insgesamt 32.841 Menschen. Bedingt durch den kurzzeitig aufflammenden Uranbergbau stieg die Bevölkerungszahl durch den Zuzug von Bergleuten in den 1950er Jahren sprunghaft an und erreichte mit fast 40.000 Einwohnern ihren historischen Höchststand. Seitdem geht die Bevölkerung, insbesondere aufgrund einer zu geringen Geburtenrate, durch welche die Sterbefälle nicht ausgeglichen werden, aber auch aufgrund von Abwanderung, zurück.
Weitere Entwicklung der Einwohnerzahl:
| Jahr              | Einwohner |
| ----------------- | --------- |
| 1925              | 27.123    |
| 1933              | 28.868    |
| 1939              | 28.225    |
| 29. Oktober 1946  | 27.651    |
| 31. August 1950   | 36.660    |
| 31. Dezember 1960 | 29.012    |
| 31. Dezember 1971 | 27.508    |
| 31. Dezember 1981 | 26.664    |
| 31. Dezember 1984 | 26.236    |
| 31. Dezember 1995 | 23.920    |
| 31. Dezember 1997 | 23.177    |
| 31. Dezember 1998 | 25.098    |
| 31. Dezember 1999 | 24.679    |
| 31. Dezember 2000 | 24.495    |
| 31. Dezember 2001 | 24.103    |
| 31. Dezember 2002 | 23.680    |

| Jahr              | Einwohner |
| ----------------- | --------- |
| 31. Dezember 2003 | 23.387    |
| 31. Dezember 2004 | 23.147    |
| 31. Dezember 2005 | 23.043    |
| 31. Dezember 2006 | 22.808    |
| 31. Dezember 2007 | 22.514    |
| 31. Dezember 2008 | 22.348    |
| 31. Dezember 2009 | 22.079    |
| 31. Dezember 2010 | 21.831    |
| 31. Dezember 2012 | 20.826    |
| 31. Dezember 2013 | 20.510    |
| 31. Dezember 2014 | 20.394    |
| 31. Dezember 2015 | 20.426    |
| 31. Dezember 2016 | 20.292    |
| 31. Dezember 2017 | 20.000    |
| 31. Dezember 2018 | 19.769    |
| 31. Dezember 2019 | 19.619    |

Vor 1945: Einwohnerzahl der beiden Städte Annaberg und Buchholz
Datenquelle ab 1998: Statistisches Landesamt des Freistaates Sachsen

## Politik

### Stadtrat
Der Annaberg-Buchholzer Stadtrat besteht seit 2019 aus 26 Sitzen. Die nachfolgende Aufteilung ist das Ergebnis der Kommunalwahl 2019 und Kommunalwahl 2024.
| Stadtrat ab 2024Insgesamt 25 Sitze - BSW: 3 - Linke: 1 - Grüne: 1 - FWBF: 1 - FWG: 8 - CDU: 5 - AfD: 6 Ein Vertreter der AfD ist aus dem Stadtrat ausgeschieden. Da die AfD-Liste erschöpft ist, verkleinerten sich seit Ende 2024 Fraktion und Stadtrat um einen Sitz. | Liste                                                       | 2024   | 2024   | 2019   | 2019   | 2014   | 2014   |
| Stadtrat ab 2024Insgesamt 25 Sitze - BSW: 3 - Linke: 1 - Grüne: 1 - FWBF: 1 - FWG: 8 - CDU: 5 - AfD: 6 Ein Vertreter der AfD ist aus dem Stadtrat ausgeschieden. Da die AfD-Liste erschöpft ist, verkleinerten sich seit Ende 2024 Fraktion und Stadtrat um einen Sitz. | Liste                                                       | Sitze  | in %   | Sitze  | in %   | Sitze  | in %   |
| Stadtrat ab 2024Insgesamt 25 Sitze - BSW: 3 - Linke: 1 - Grüne: 1 - FWBF: 1 - FWG: 8 - CDU: 5 - AfD: 6 Ein Vertreter der AfD ist aus dem Stadtrat ausgeschieden. Da die AfD-Liste erschöpft ist, verkleinerten sich seit Ende 2024 Fraktion und Stadtrat um einen Sitz. | Freie Wählergemeinschaft „Wir für unsere Stadt/Liste Sport“ | 8      | 32,5   | 9      | 30,9   | 6      | 17,7   |
| Stadtrat ab 2024Insgesamt 25 Sitze - BSW: 3 - Linke: 1 - Grüne: 1 - FWBF: 1 - FWG: 8 - CDU: 5 - AfD: 6 Ein Vertreter der AfD ist aus dem Stadtrat ausgeschieden. Da die AfD-Liste erschöpft ist, verkleinerten sich seit Ende 2024 Fraktion und Stadtrat um einen Sitz. | AfD                                                         | 7      | 27,5   | 3      | 18,6   | –      | –      |
| Stadtrat ab 2024Insgesamt 25 Sitze - BSW: 3 - Linke: 1 - Grüne: 1 - FWBF: 1 - FWG: 8 - CDU: 5 - AfD: 6 Ein Vertreter der AfD ist aus dem Stadtrat ausgeschieden. Da die AfD-Liste erschöpft ist, verkleinerten sich seit Ende 2024 Fraktion und Stadtrat um einen Sitz. | CDU                                                         | 5      | 17,2   | 6      | 21,6   | 13     | 41,2   |
| Stadtrat ab 2024Insgesamt 25 Sitze - BSW: 3 - Linke: 1 - Grüne: 1 - FWBF: 1 - FWG: 8 - CDU: 5 - AfD: 6 Ein Vertreter der AfD ist aus dem Stadtrat ausgeschieden. Da die AfD-Liste erschöpft ist, verkleinerten sich seit Ende 2024 Fraktion und Stadtrat um einen Sitz. | BSW                                                         | 3      | 11,7   | –      | –      | –      | –      |
| Stadtrat ab 2024Insgesamt 25 Sitze - BSW: 3 - Linke: 1 - Grüne: 1 - FWBF: 1 - FWG: 8 - CDU: 5 - AfD: 6 Ein Vertreter der AfD ist aus dem Stadtrat ausgeschieden. Da die AfD-Liste erschöpft ist, verkleinerten sich seit Ende 2024 Fraktion und Stadtrat um einen Sitz. | Linke                                                       | 1      | 5,2    | 2      | 9,8    | 6      | 19,0   |
| Stadtrat ab 2024Insgesamt 25 Sitze - BSW: 3 - Linke: 1 - Grüne: 1 - FWBF: 1 - FWG: 8 - CDU: 5 - AfD: 6 Ein Vertreter der AfD ist aus dem Stadtrat ausgeschieden. Da die AfD-Liste erschöpft ist, verkleinerten sich seit Ende 2024 Fraktion und Stadtrat um einen Sitz. | Freie Wähler Bürgerforum e. V.                              | 1      | 3,5    | 2      | 10,2   | 2      | 8,8    |
| Stadtrat ab 2024Insgesamt 25 Sitze - BSW: 3 - Linke: 1 - Grüne: 1 - FWBF: 1 - FWG: 8 - CDU: 5 - AfD: 6 Ein Vertreter der AfD ist aus dem Stadtrat ausgeschieden. Da die AfD-Liste erschöpft ist, verkleinerten sich seit Ende 2024 Fraktion und Stadtrat um einen Sitz. | Grüne                                                       | 1      | 2,9    | 1      | 3,6    | –      | 1,7    |
| Stadtrat ab 2024Insgesamt 25 Sitze - BSW: 3 - Linke: 1 - Grüne: 1 - FWBF: 1 - FWG: 8 - CDU: 5 - AfD: 6 Ein Vertreter der AfD ist aus dem Stadtrat ausgeschieden. Da die AfD-Liste erschöpft ist, verkleinerten sich seit Ende 2024 Fraktion und Stadtrat um einen Sitz. | SPD                                                         | –      | –      | 1      | 5,3    | 3      | 8,9    |
| Stadtrat ab 2024Insgesamt 25 Sitze - BSW: 3 - Linke: 1 - Grüne: 1 - FWBF: 1 - FWG: 8 - CDU: 5 - AfD: 6 Ein Vertreter der AfD ist aus dem Stadtrat ausgeschieden. Da die AfD-Liste erschöpft ist, verkleinerten sich seit Ende 2024 Fraktion und Stadtrat um einen Sitz. | FDP                                                         | –      |        | –      | –      | –      | 2,6    |
| Stadtrat ab 2024Insgesamt 25 Sitze - BSW: 3 - Linke: 1 - Grüne: 1 - FWBF: 1 - FWG: 8 - CDU: 5 - AfD: 6 Ein Vertreter der AfD ist aus dem Stadtrat ausgeschieden. Da die AfD-Liste erschöpft ist, verkleinerten sich seit Ende 2024 Fraktion und Stadtrat um einen Sitz. | Wahlbeteiligung                                             | 62,2 % | 62,2 % | 58,5 % | 58,5 % | 46,3 % | 46,3 % |

### Bürgermeister
Seit der Vereinigung zur Doppelstadt Annaberg-Buchholz waren die folgenden Personen Bürgermeister (ab 1997 als Oberbürgermeister):
- 1945–1947: Friedrich Laube
- 1947–1949: Wilhelm Rudolf König
- 1950: Karl Riemann
- 1951–1958: Fritz Ullmann
- 1959–1974: Erich Fritsch
- 1974–1983: Karlheinz Tröger
- 1983–1990: Erich Fritsch
- 1991–2001: Klaus Hermann (CDU)
- 2001–2014: Barbara Klepsch (CDU)
- 2014–2015: Thomas Proksch
- seit 2015: Rolf Schmidt (Freie Wählergemeinschaft „Wir für unsere Stadt“[18])

| Wahl | Bürgermeister   | Vorschlag | Wahlergebnis (in %) |
| ---- | --------------- | --------- | ------------------- |
| 2022 | Rolf Schmidt    | FWG       | 98,1                |
| 2015 | Rolf Schmidt    | FWG       | 69,1                |
| 2008 | Barbara Klepsch | CDU       | 98,5                |
| 2001 | Barbara Klepsch | CDU       | 51,4                |
| 1994 | Klaus Hermann   | CDU       | 56,1                |

### Wappen

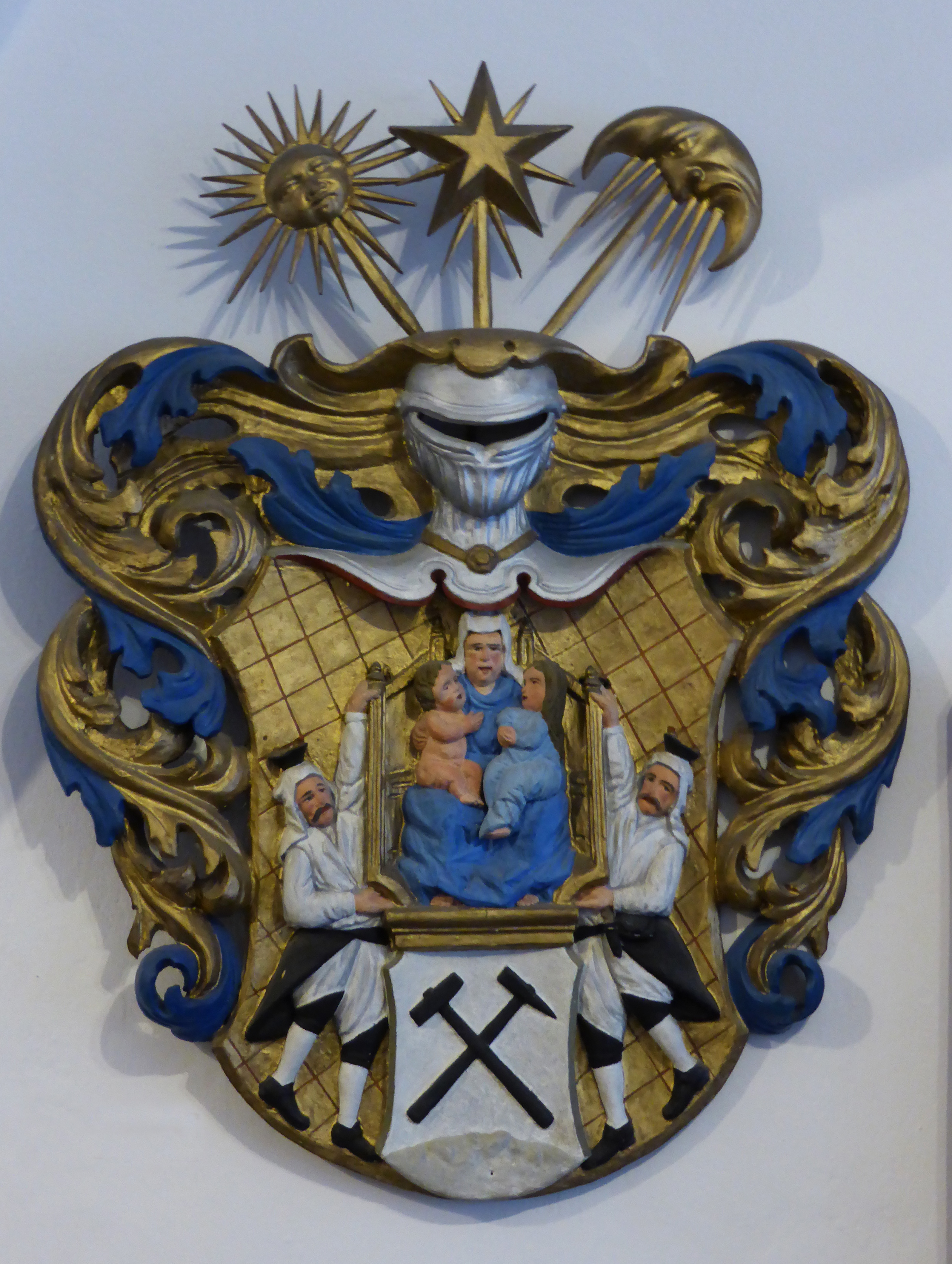
Stadtwappen von Annaberg

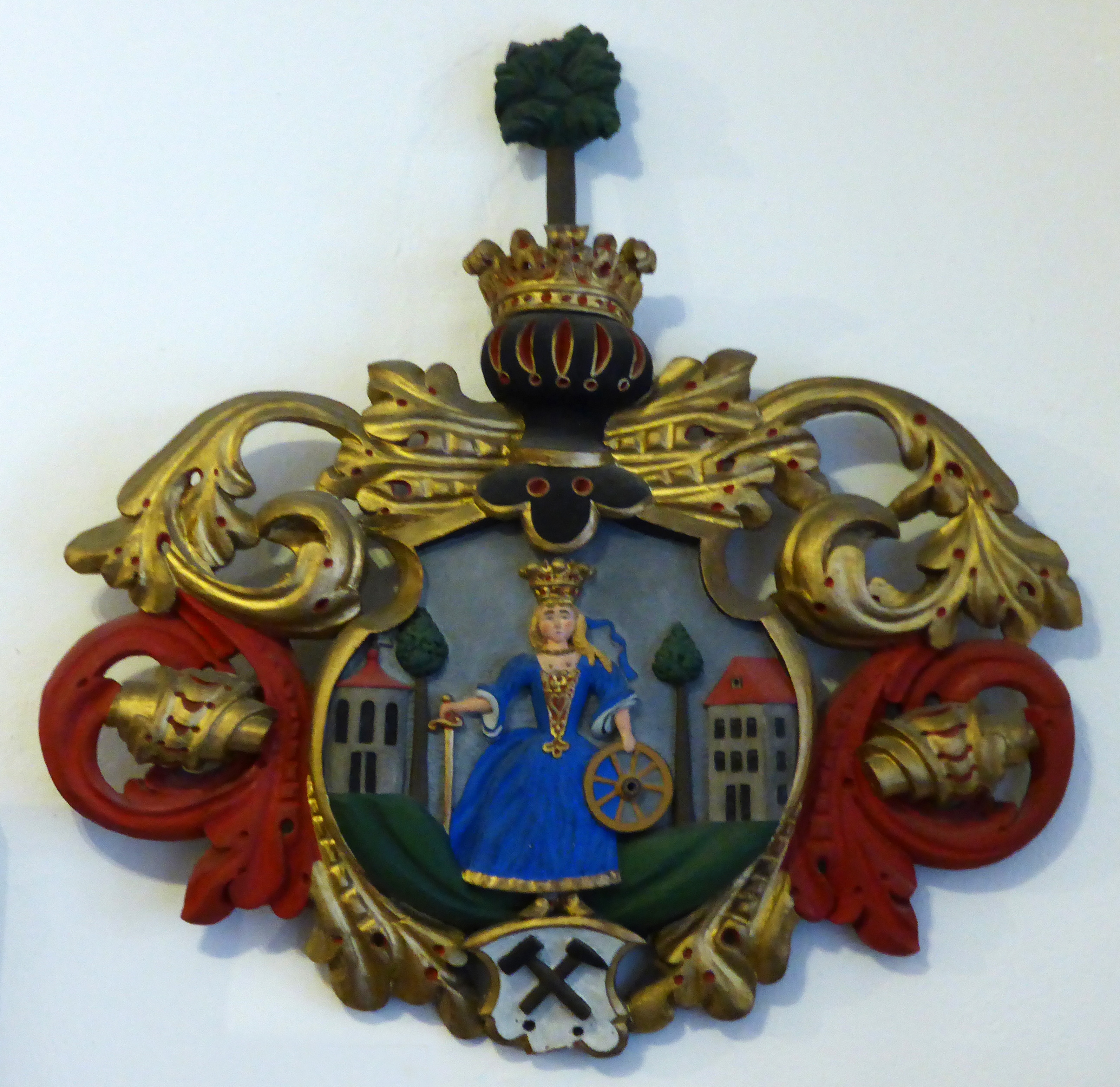
Stadtwappen von Buchholz

Die Stadt Annaberg-Buchholz führt die Wappen der ehemaligen Städte Annaberg und Buchholz gleichberechtigt weiter.
Das vom späteren Kaiser Maximilian I. am 22. März 1501 verliehene Wappen der Stadt Annaberg zeigt Anna selbdritt (Mutter der Jungfrau Maria und Großmutter von Jesus). Es wurde im Jahre 1896 von der Direktion des Sächsischen Hauptstaatsarchivs in Dresden bestätigt. Die begleitenden Männer stellen Bergleute dar und erinnern zusammen mit dem Schlägel und Eisen an den früheren Silberbergbau.
Das 1898 von der Direktion des Hauptstaatsarchivs Dresden neu festgesetzte Wappen der ehemaligen Stadt Buchholz zeigt die heilige Katharina, Schutzpatronin der Stadt mit ihren Attributen Schwert und Rad. Die Felsvorsprünge symbolisieren die Lage der Stadt. Schlägel und Eisen sowie das Huthaus symbolisieren den früheren Silberbergbau. Die Buchen stehen redend für den Ortsnamen.
Blasonierung Wappen Annaberg: „In Gold (Gelb) über einem kleinen silbernen (weißen) Schild im Schildfuß, darin gekreuzt schwarz Schlägel und Eisen; begleitet von zwei silbern (weiß) bekleideten Männern mit schwarzen Schuhen, die auf ihren Häuptern rot brennende schwarze Lichtscherben tragen und gegeneinander in ihren Händen das Bildnis der heiligen Anna halten, welche auf einem roten Thron oder Stuhl sitzt, in blau gekleidet, um ihr Haupt ein silberner (weißer) Schleier gebunden und in ihrem rechten Arm das fleischfarbene Jesus-Kind mit goldenem (gelben) Haar hält, in ihrem linken Arm in Rot gekleidet und mit goldenen (gelben) Haaren die hl. Jungfrau Maria, ihre Hände zusammengelegt, das Kind ansehend.“
Blasonierung Wappen Buchholz: „In Gold (Gelb) über einem grünen Hügel belegt mit einem kleinen silbernen (weißen) Schild, darin gekreuzt schwarz Schlägel und Eisen; zwischen zwei roten Felsvorsprüngen, darauf je eine grüne Buche, auf der rechten Seite links davon ein schwarzes Huthaus mit silbernen (weißen) Fenstern und Tür, die in blauem Gewand mit rotem Unterkleid bekleidete hl. Katharina, mit goldener (gelber) Krone, Haar, und Heiligenschein, in der Rechten ein silbernes (weißes) Schwert mit goldenem (gelben) Griff und in der Linken ein schwarzes Rad.“

### Städtepartnerschaften
- Weiden in der Oberpfalz (Deutschland)
- Paide (Estland)
- Chomutov (Tschechien)

Seit dem 1. November 2004 ist die Stadt Mitglied im Regionalmanagement Erzgebirge, einer Regionalinitiative des Erzgebirgskreises und weiteren zehn Kommunen des Erzgebirges.

## Kultur und Sehenswürdigkeiten

### Stadtbild

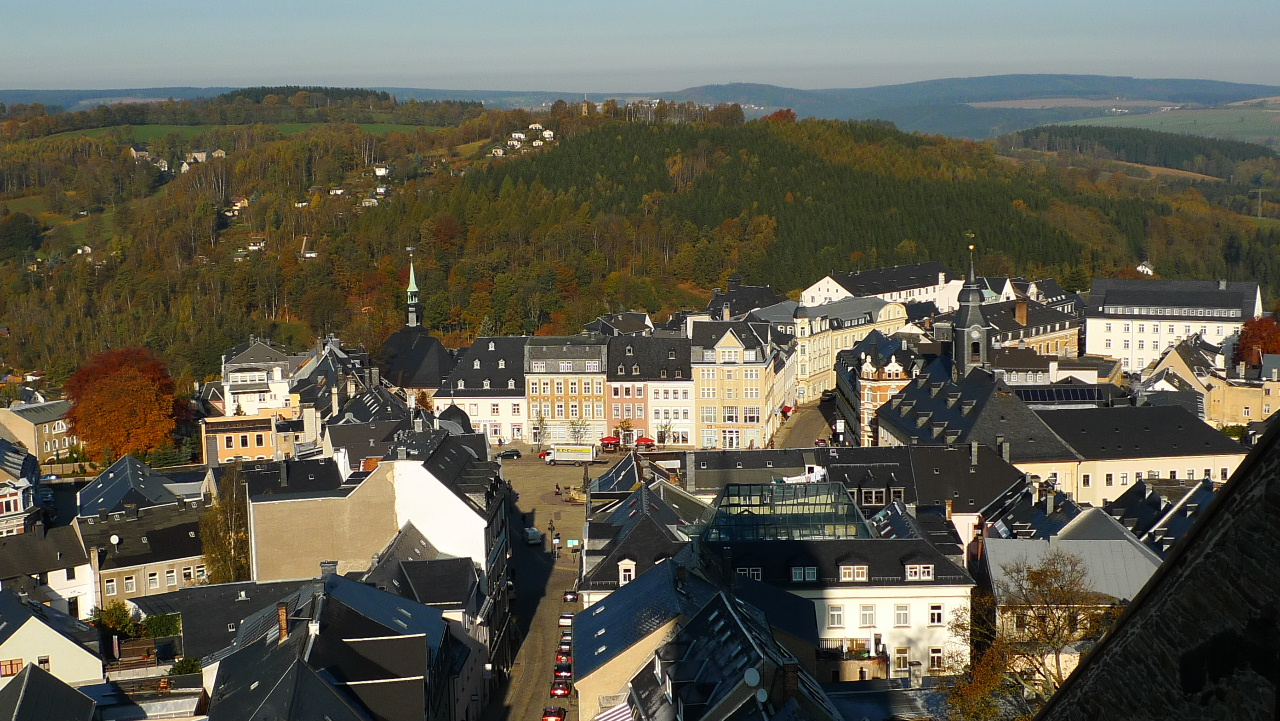
Annaberger Markt vom Turm der Annenkirche

Die Innenstädte von Annaberg und Buchholz werden heute vor allem von Wohn- und Geschäftshäusern aus der Gründerzeit sowie Wohnhäusern aus dem 18. und frühen 19. Jahrhundert geprägt. Insbesondere an den Hauptgeschäftsstraßen dominieren teils großzügige markante Gebäude aus dem späten 19. und frühen 20. Jahrhundert, teilweise mit Jugendstilelementen. Geschlossene gründerzeitliche Wohnviertel liegen darüber hinaus im Süden Annabergs. Aus der Renaissance sind neben der Bergkirche noch Portale auf der Fleischergasse und der Kleinen Kirchgasse (Kürschnerhaus/Superintendentur) erhalten. Die St.-Annen-Kirche ist spätgotisch. Auch die dörflichen Strukturen von Cunersdorf, Frohnau, Geyersdorf und Kleinrückerswalde sind mit gründerzeitlichen Bauten durchsetzt. Stadtbildprägend ist zudem die stellenweise extreme Hanglage einzelner Straßen, insbesondere im Stadtteil Buchholz.
Im Norden Annabergs schließen sich Wohnviertel des Neuen Bauens aus den 1920er Jahren an. Am nördlichen Stadtrand wurden in den 1970er und 1980er Jahren zwei große Wohngebiete in Typenbauweise errichtet.
Am 6. Juli 2019 wurde die Montanregion Erzgebirge/Krušnohoří, in der Annaberg-Buchholz liegt, von der UNESCO in die Liste des Welterbes aufgenommen.

„Insgesamt beinhaltet das UNESCO-Welterbe ‚Montanregion Erzgebirge‘ 22 Bestandteile, 17 auf deutscher und fünf auf tschechischer Seite. In ihrer Gesamtheit repräsentieren diese ausgewählten Denkmale, Natur- und Kulturlandschaften die wichtigsten Bergbaugebiete und Epochen des sächsisch-böhmischen Erzbergbaus. […] Zum UNESCO-Welterbe in Annaberg-Buchholz gehören u. a. drei Bergbaulandschaften in Buchholz, Frohnau und Geyersdorf, die Annaberger Altstadt mit ihren geschichtsträchtigen Gebäuden, die St. Annenkirche, der Frohnauer Hammer sowie der Markus-Röhling-Stolln.“

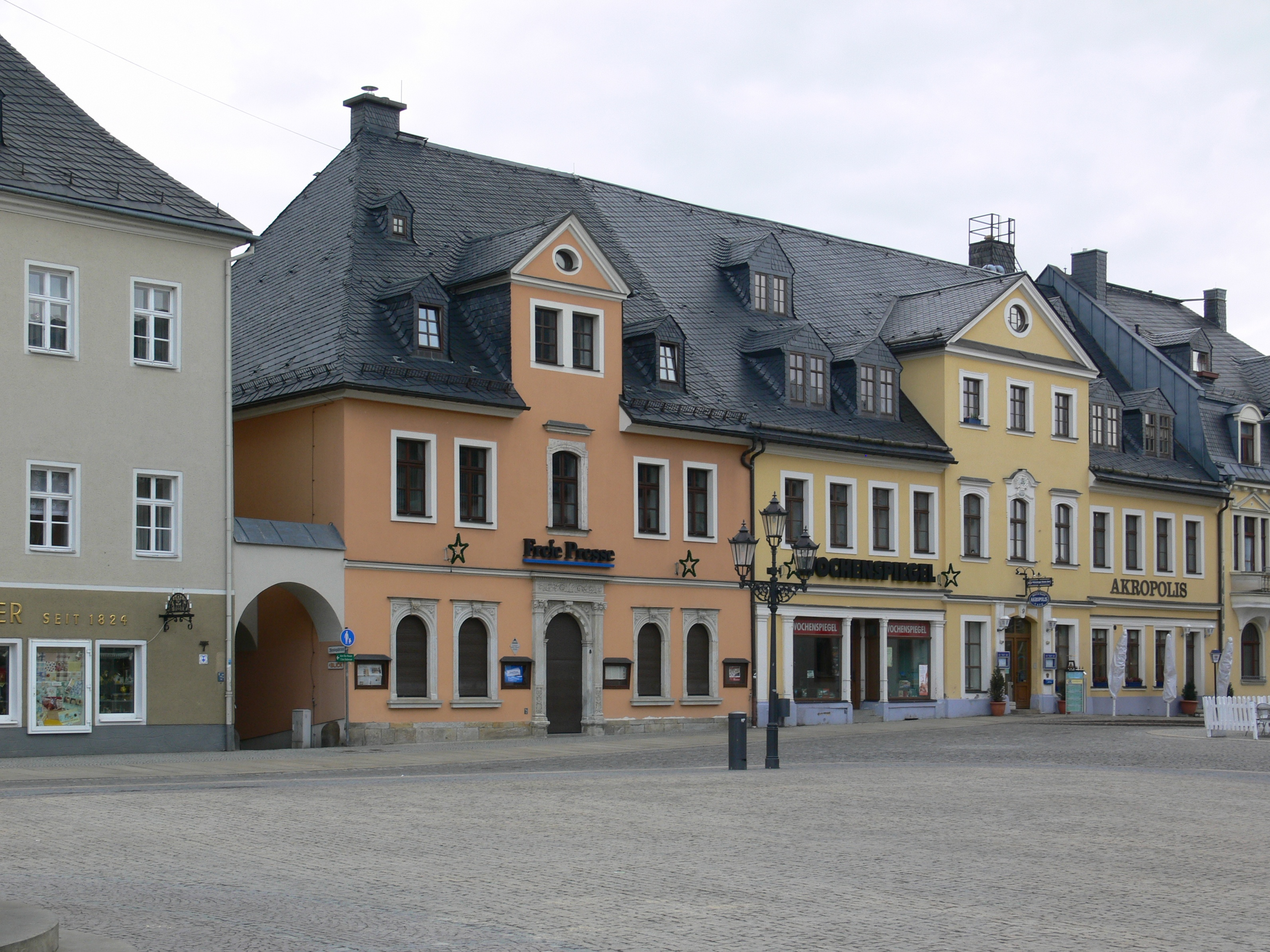
Annaberger Marktplatz
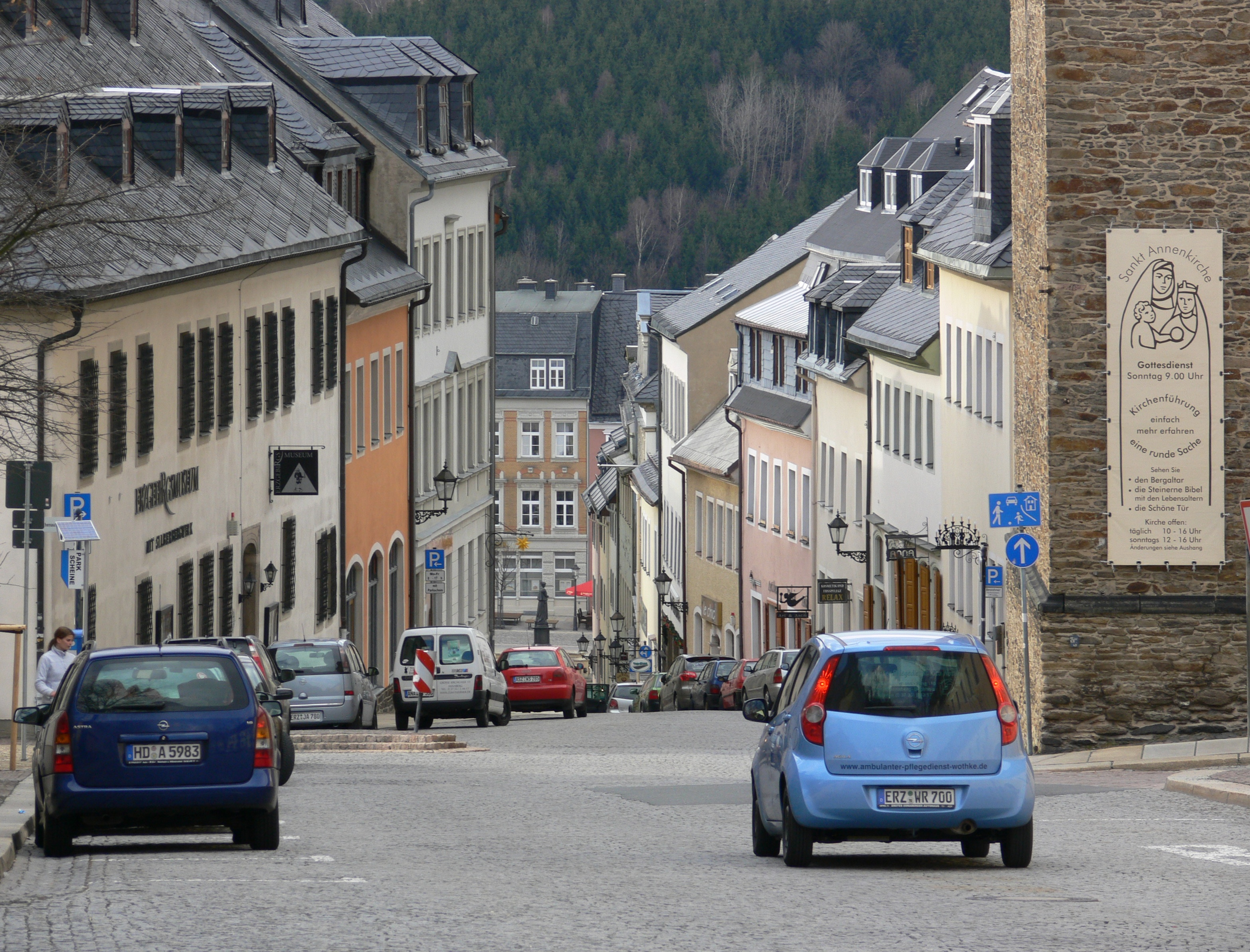
Kirchgasse bergab
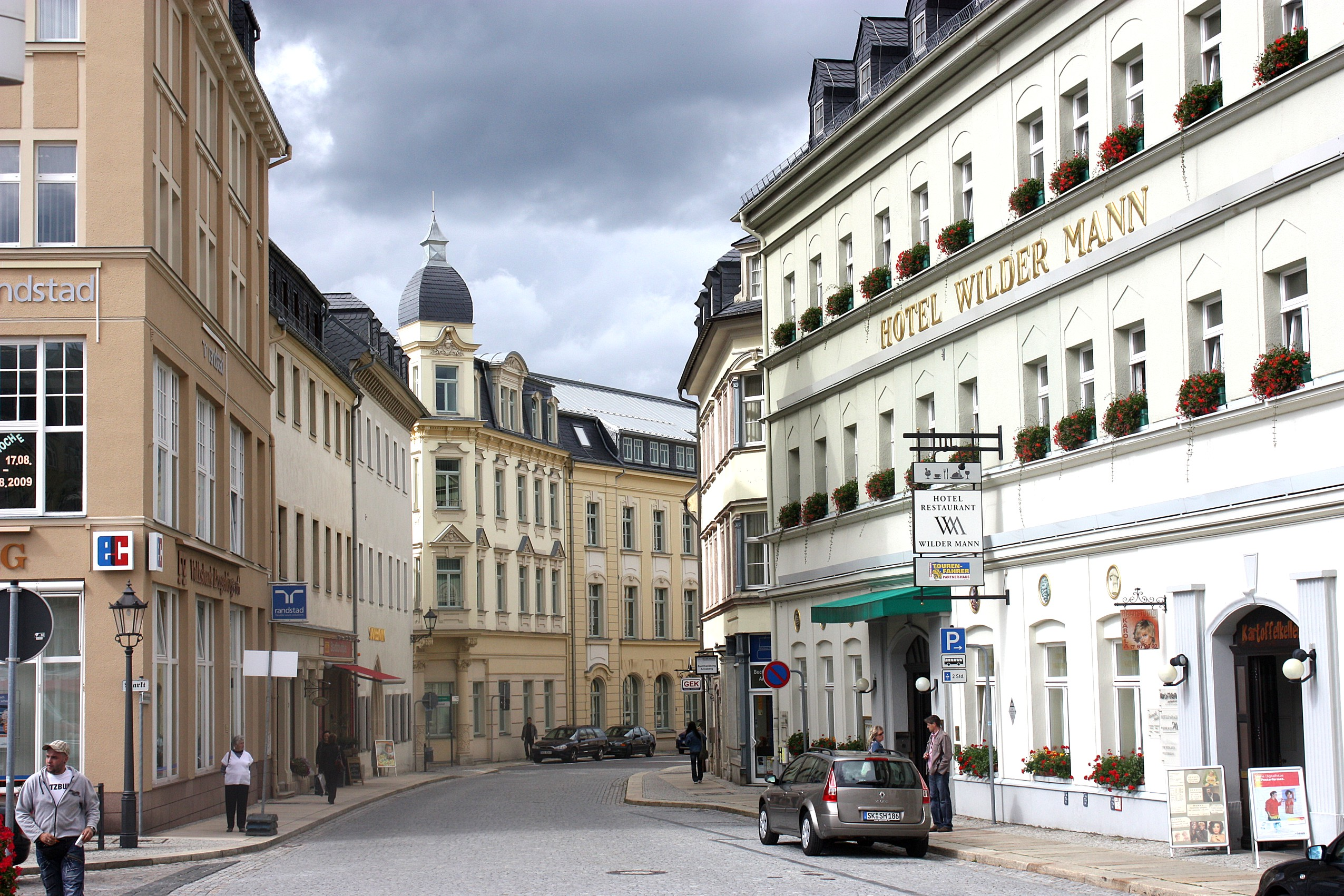
Klosterstraße
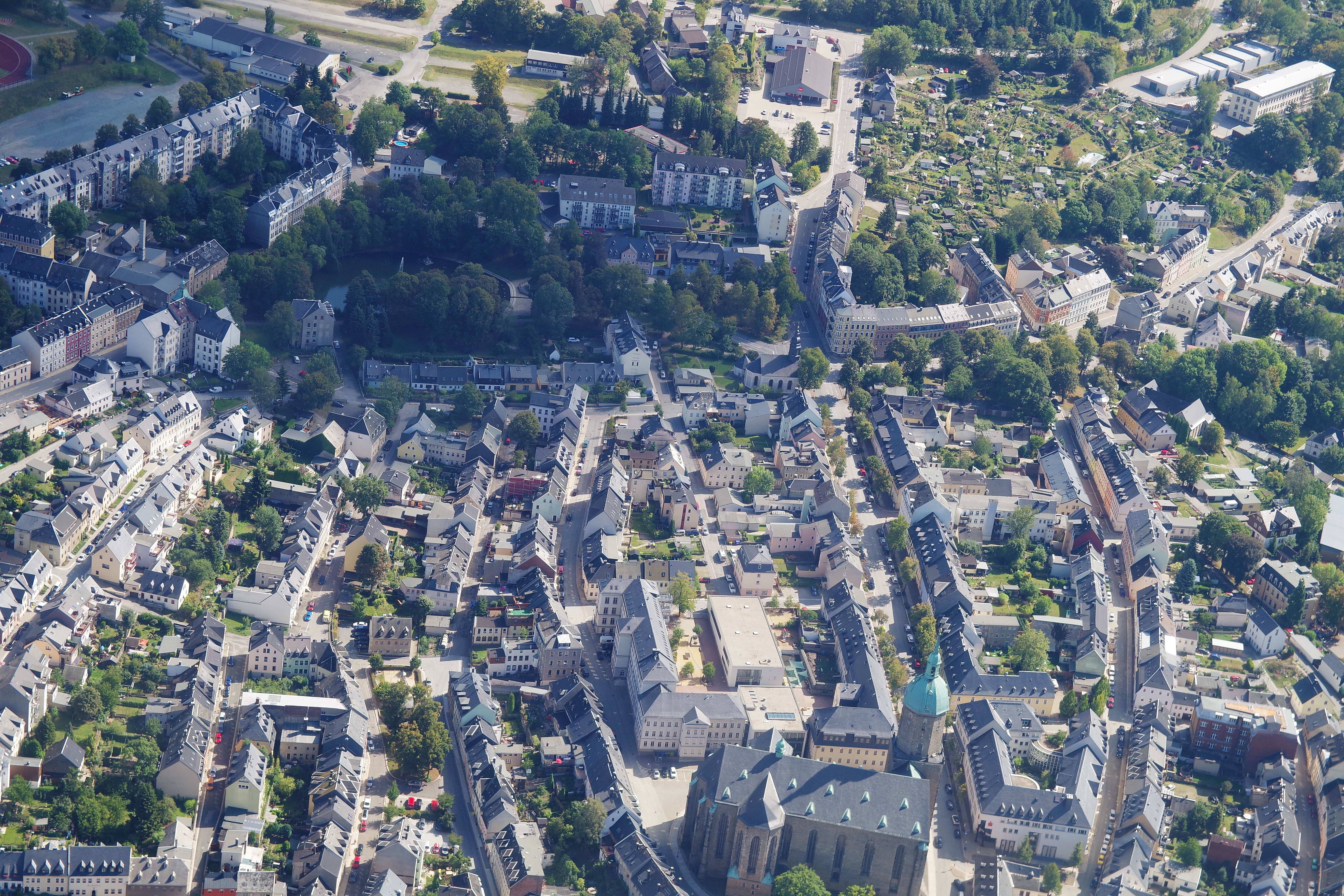
Luftaufnahme mit Annenkirche
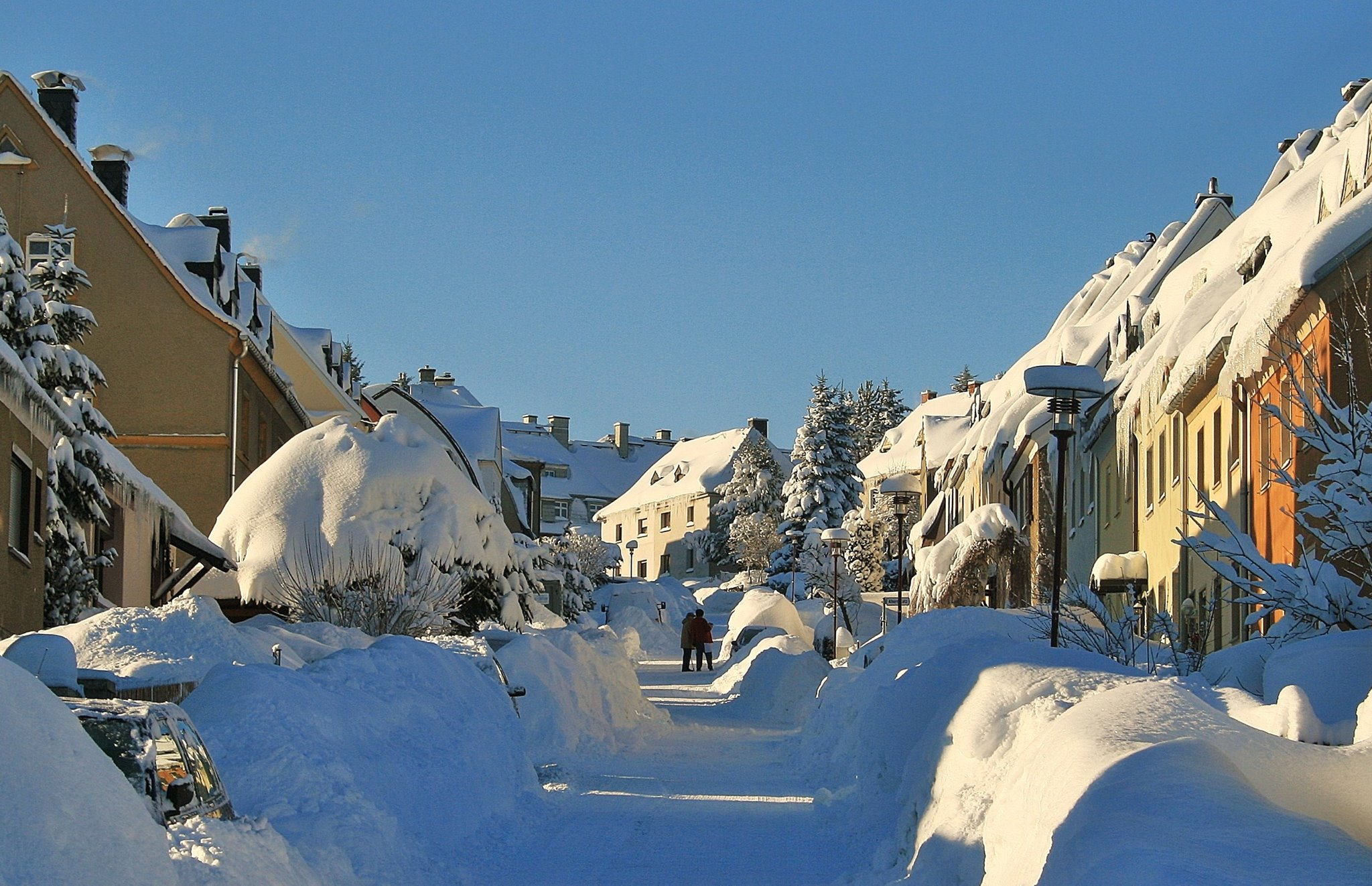
Annaberg-Buchholz, Damaschkestraße im Winter

### Sakralbauten

#### St. Annenkirche

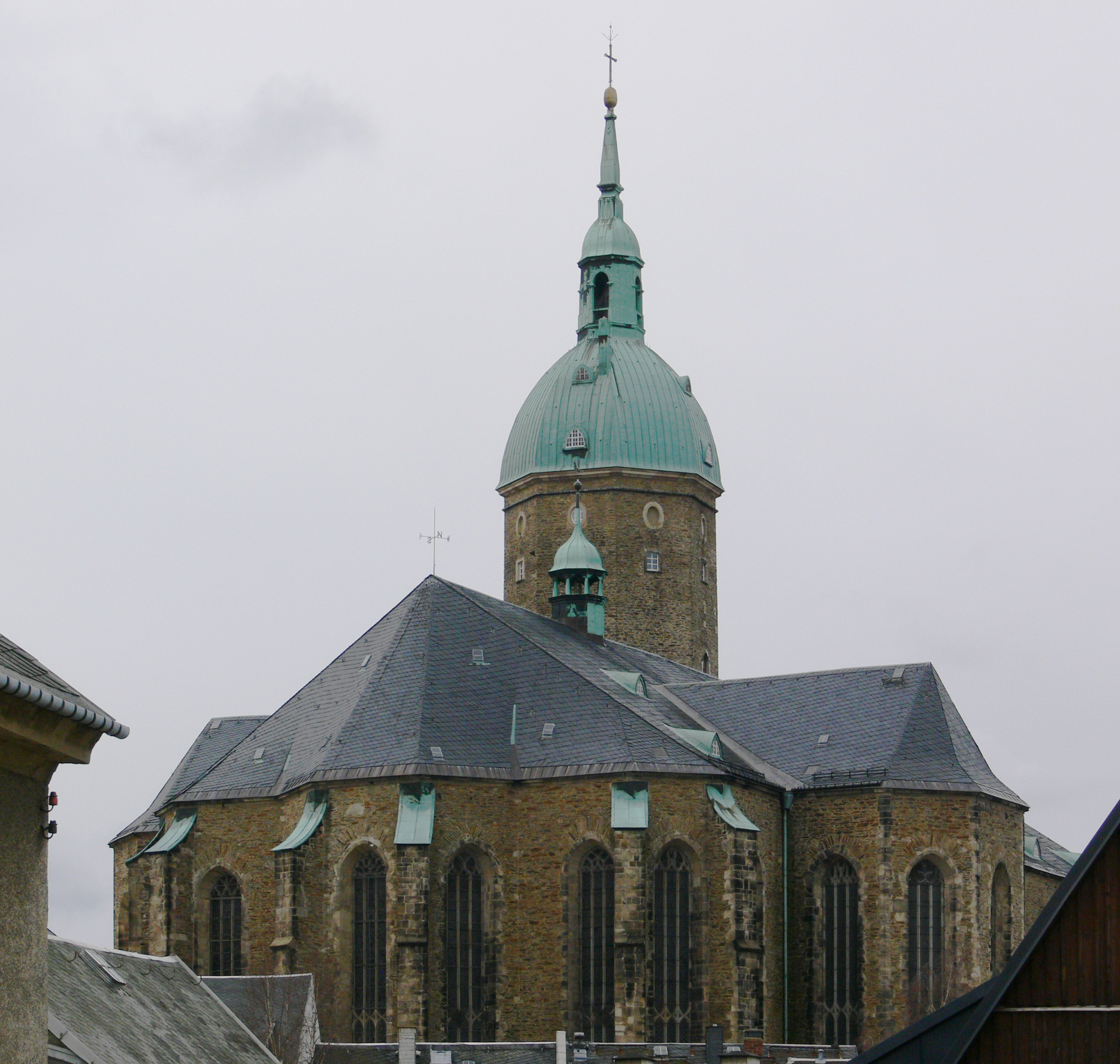
St. Annenkirche

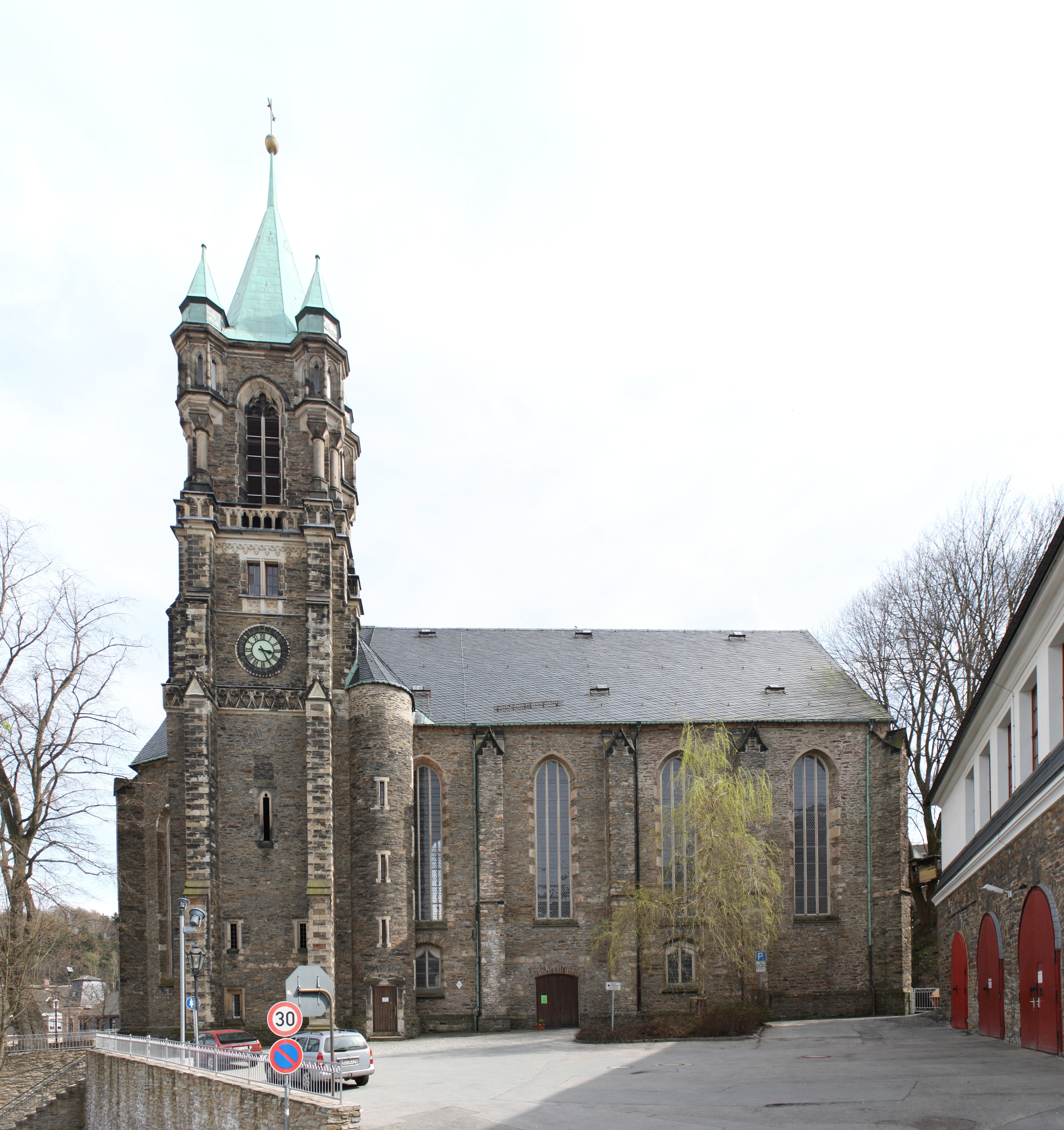
Katharinenkirche

Die St. Annenkirche ist das Wahrzeichen der Stadt und weithin sichtbar. Die 1525 fertiggestellte spätgotische Hallenkirche gehört zu den größten und kulturgeschichtlich wertvollsten Beispielen dieser Architekturform. Auf der Rückseite des Bergaltars befindet sich ein Gemälde des Bergbaues aus dem 16. Jahrhundert. Die Kirche war bis 1539 ein katholisches Gotteshaus, deshalb erinnert die reiche Innenausstattung eher an eine katholische als an eine evangelische Kirche.

#### St.-Katharinen-Kirche
Die Katharinen-Kirche in Buchholz wurde um 1500 als dreischiffige Hallenkirche geplant. Über mehrere Jahrhunderte blieb das Bauwerk unvollendet, das Kirchenschiff provisorisch abgeschlossen. Der Turmstumpf erhielt ein Satteldach mit Dachreiter. Erst in den Zeiten des industriellen Aufschwungs Ende des 19. Jahrhunderts wurde der Turm vollendet und das Innere eingewölbt.
Wertvollstes Ausstattungsstück ist ein Flügelaltar von Hans Hesse aus der Zeit um 1515. Er stellt auf der Mitteltafel den heiligen Wolfgang im Bischofsornat vor einer Bergbaulandschaft dar. Die realistisch gestalteten Abbildungen des Bergbaus im Obererzgebirge nehmen einige Motive des Bergaltars in der St.-Annen-Kirche in Annaberg, dem weitaus bekannteren Hauptwerk von Hesse, vorweg. Auf den Seitenflügeln finden sich Darstellungen der heiligen Katharina sowie der Maria mit dem Jesuskind.

#### Bergkirche St. Marien
Die zwischen 1502 und 1511 erbaute Bergkirche ist die einzige bergmännische Sonderkirche in Sachsen. Sie befindet sich an der Nordwestseite des Marktplatzes. In der Kirche wird auch der Annaberger Krippenweg präsentiert.

#### Hospitalkirche St. Trinitatis
Die Kirche liegt nördlich der Annaberger Altstadt außerhalb der ehemaligen Stadtmauer. Sie gehört zu einem Komplex, der einst aus Kirche, Hospital und Stadtgottesacker bestand. Aus der Wallfahrt zu St. Trinitatis ist die Kät, das größte Volksfest im Erzgebirge, hervorgegangen. Eine Besonderheit dieser Kirche ist ihre Außenkanzel, die zur sagenumwobenen Friedhofslinde zeigt. In der lange leerstehenden Kirche sollte ein Zentrum für zeitgenössische Kunst entstehen. Die ehemaligen Gruften und Grabstätten (genannt „Güldener Schwibbogen“) wohlhabender Annaberger in unmittelbarer Nähe sind dem Verfall preisgegeben.

#### Franziskanerkloster

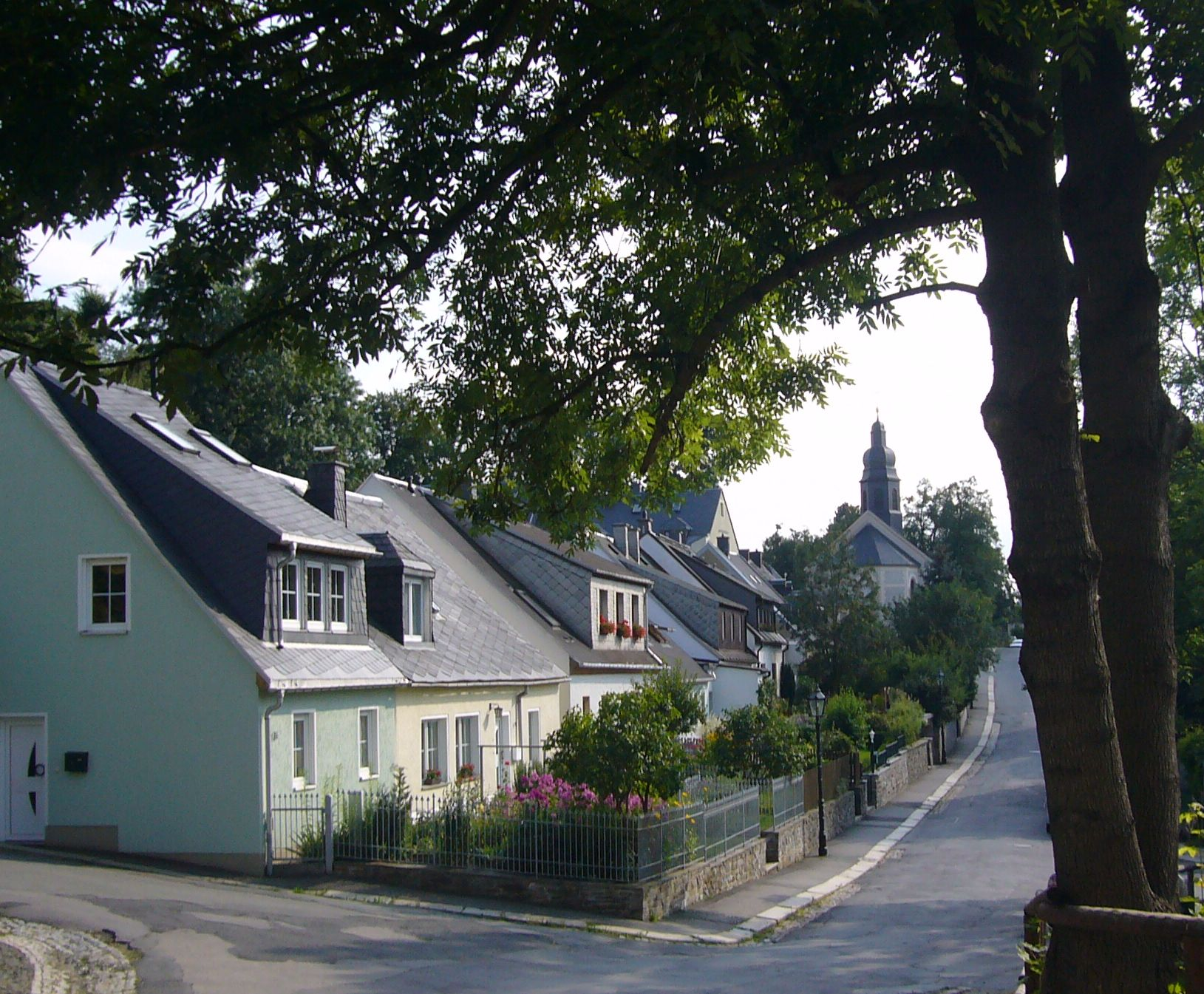
Mariengasse mit Heilig-Kreuz-Kirche

Das Kloster wurde 1502 gegründet und bestand bis zur Einführung der Reformation in der Stadt 1539. 1604 abgebrannt, sind heute noch Ruinen der einstigen Klosterkirche erhalten. Bereits im Zuge der Auflösung des Klosters wurden bedeutende Kunstwerke auf Kirchen der Umgebung verteilt, wie etwa die „Schöne Tür“ des Hans Witten, die in die St.-Annen-Kirche versetzt wurde.

#### Pfarrkirche Heiliges Kreuz
Das Gotteshaus wurde 1844 von der kleinen römisch-katholischen Gemeinde im evangelisch-lutherisch geprägten Erzgebirge errichtet. Das Altargemälde stammt von dem Dresdner Hofmaler Carl Vogel von Vogelstein etwa um 1840. Die erste Glocke läutete 1920. Orgeleinbau der Firma Jehmlich Orgelbau Dresden 1992. Heilige Messen und Andachten werden auch von hier aus in Bärenstein, Thum und Oberwiesenthal sowie im Sankt-Anna-Heim Annaberg durchgeführt.

### Profanbauten

#### Rathaus

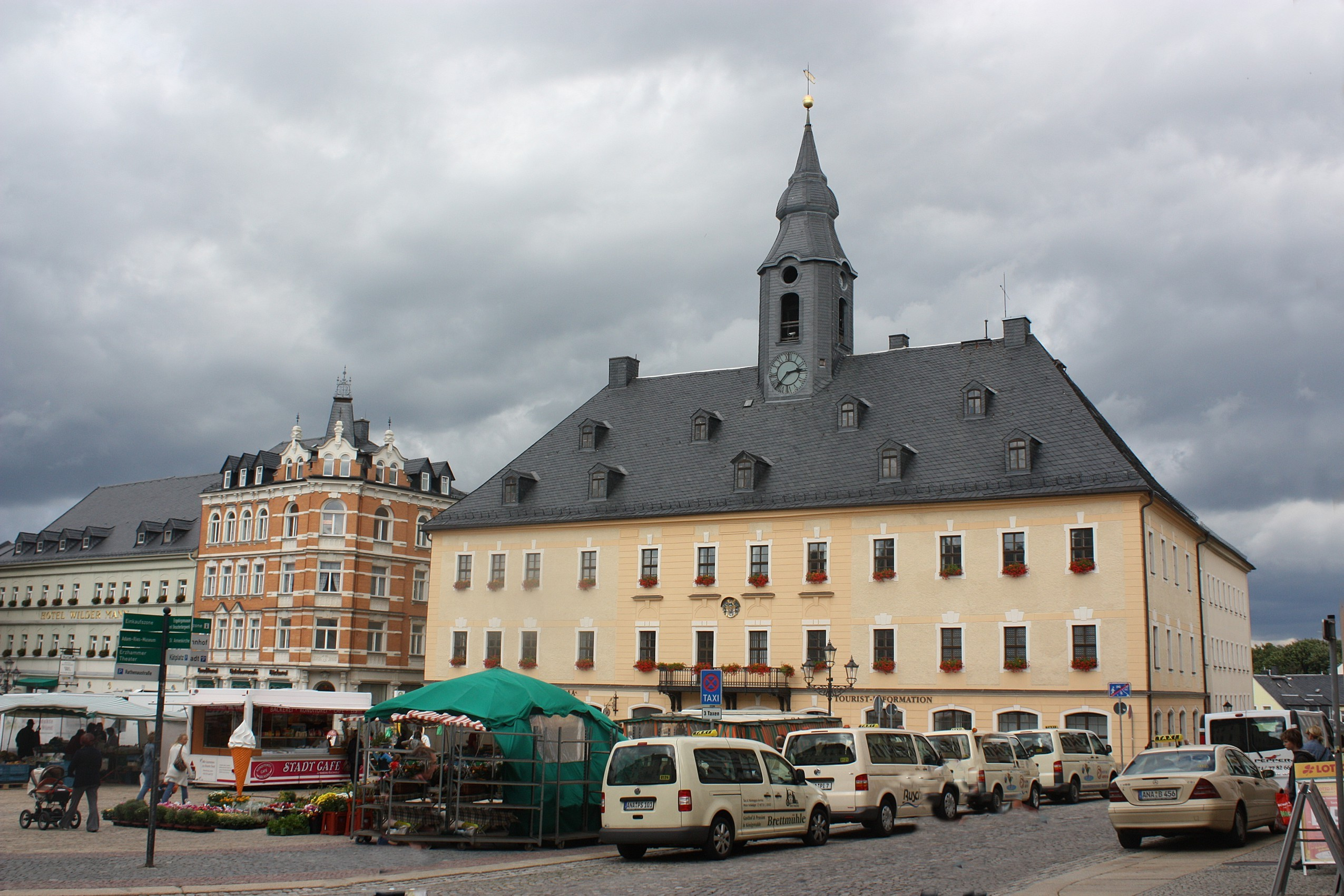
Rathaus

Das Rathaus dominiert die Nordostseite des Annaberger Marktplatzes. In seiner heutigen Form entstand es in der Mitte des 18. Jahrhunderts nach Plänen von Johann Christoph von Naumann (1664–1742).
Bereits seit den Anfängen der Stadt Annaberg im 15. Jahrhundert befand sich das Gebäude der städtischen Verwaltung an dieser Stelle. In den ersten Jahren in Holz ausgeführt, wurde 1536 erstmals ein steinernes Gebäude errichtet. Dieses fiel dem großen Stadtbrand von 1604 zum Opfer, auch Nachfolgebauten brannten 1664 und 1731 nieder.
Johann Christoph von Naumann war bis zum Tode Augusts des Starken dessen Hofarchitekt und hatte sich mit zahlreichen Barockbauten in ganz Sachsen einen Namen gemacht. Auch für das Annaberger Rathaus war ein üppig im Stil des Barock dekoriertes Bauwerk vorgesehen. Nach dem Tod Naumanns wurde das Gebäude 1751 in schlichterer, strengerer Weise errichtet. Entgegen ursprünglichen Planungen wurden dabei Elemente der Vorgängerbauten integriert. Bemerkenswert im Inneren ist das sogenannte Berghauptmannszimmer mit reichen Ausmalungen, die erst Mitte des 20. Jahrhunderts wiederentdeckt wurden.

#### Weitere Profanbauten in Annaberg

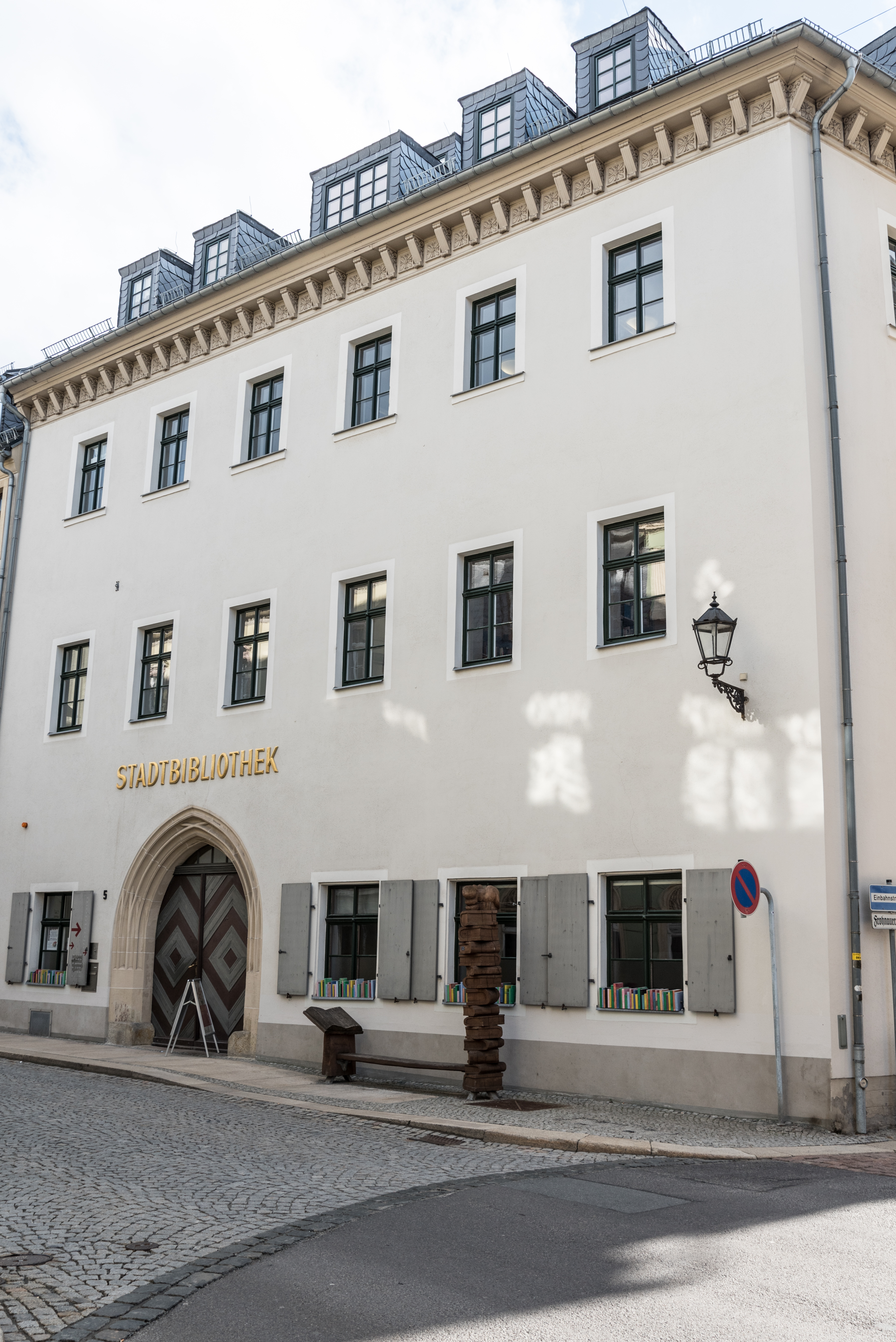
Stadtbibliothek, Haus Fundgrübner von 1508

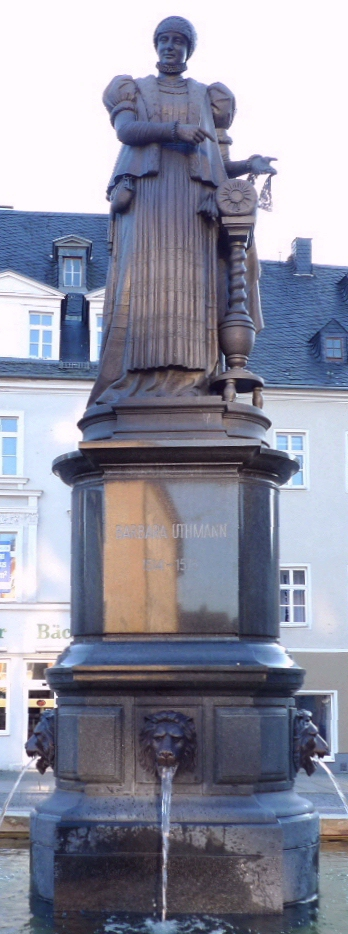
Uthmann-Brunnen

- Haus Wilder Mann: Das Gebäude am Marktplatz gehört zu den ältesten Häusern der Stadt und geht auf das Jahr 1507 zurück. Aus dieser Zeit stammen eine spätgotische Holzbalkendecke und ein Zellsterngewölbe im Erdgeschoss. Seit Jahrhunderten wurde das Haus als Gaststätte und später als Hotel genutzt.
- Haus Markt 2 mit einem Wappen der Familie Apian-Bennewitz
- Haus Markt 3: Das Gebäude wurde ursprünglich 1519 errichtet, Gewölbe und Außenmauern sind aus dieser Zeit erhalten. Seit 1638 beherbergt es eine seit 1508 in der Stadt bestehende Apotheke.
- Erzhammer: Das ehemalige Hotel Museum stammt aus der Mitte des 18. Jahrhunderts. Es wurde 1819 von der Annaberger Museumsgesellschaft übernommen und im gleichen Jahr durch einen großzügigen Anbau mit großem Festsaal im Obergeschoss ergänzt. Seitdem diente es vor allem kulturellen Zwecken. Ab 1948 wurde es von der SDAG Wismut genutzt, unter anderem als Klubhaus der Bergleute. Aus dieser Zeit stammt der heutige Name. Seit den 1950er Jahren ist es Kulturhaus des Landkreises bzw. der Stadt Annaberg-Buchholz.
- Stadtbibliothek: Das Gebäude in der Klosterstraße wurde 1508 als Wohnhaus von dem Bergbauunternehmer („Fundgrübner“) Lorenz Pflock errichtet und beherbergte später über mehrere Jahrhunderte den Gasthof „Goldene Gans“. Das Haus weist gotische Gewölbe und ein Spitzbogenportal auf. Seit 1935 ist die 1871 gegründete Annaberger Bibliothek hier untergebracht. Seit einer umfassenden Sanierung 2003/04 wird das gesamte Haus über vier Geschosse von dieser Einrichtung genutzt.
- Die heutige Superintendentur wurde 1538 von dem vermögenden Bergbauunternehmer der Stadt Annaberg, Kaspar Kürschner, errichtet. Für ein Bürgerhaus der damaligen Zeit hatte es beachtliche Ausmaße. Nach dem Bankrott Kürschners wurde es 1576 von der Stadt erworben und wird seither für kirchliche Zwecke genutzt.
- Die Annaberger Stadtmauer wurde 1503 begonnen und war 1540 fertig gestellt. Sie umschloss auf einer Länge von etwa 2,5 Kilometern die gesamte Stadt mit fünf Toren, von denen drei als massive Haustore ausgeführt waren. Daneben existierten zwei Pforten. Für zusätzlichen Schutz sorgten insgesamt 19 Wehrtürme und Bastionen sowie teilweise ein Graben. Nach dem Rückgang des Bergbaus und dem damit verbundenen Bedeutungsverlust der Stadt Annaberg verfiel die Mauer zusehends. Im 17. Jahrhundert war sie bereits an einigen Stellen eingestürzt und wurde nur noch notdürftig repariert. Im Dreißigjährigen Krieg bot sie keinen ausreichenden Schutz, sodass sich die Stadt anrückenden Truppen ergab. Die Tore wurden noch bis Anfang des 19. Jahrhunderts regelmäßig nachts verschlossen. Im Zuge der industriellen Revolution ab Mitte des 19. Jahrhunderts wuchs Annaberg weit über die Stadtmauern hinaus. Zwischen 1833 und 1842 wurden nacheinander alle Stadttore abgebrochen, da sie dem zunehmenden Verkehr im Weg standen. Mehrere Wehrtürme wurden in Wohnhäuser umgebaut. Heute ist noch etwa ein Viertel der Stadtmauer erhalten. Seit den 1990er Jahren wurden einzelne Abschnitte aufwändig restauriert.
- Die Festhalle ist ein ursprünglich 1906 aus Holz errichtetes Veranstaltungszentrum in der Annaberger Oberstadt. Sie war Schauplatz von Ausstellungen, Empfängen und Bällen. In den 1970er-Jahren war das Gebäude so verfallen, dass es baupolizeilich gesperrt werden musste. 1985 wurde der deutlich größere Neubau eröffnet, der sich mit zahlreichen Veranstaltungen zu einem kulturellen Zentrum im oberen Erzgebirge entwickelte. Nach der politischen Wende diente die Festhalle kurzzeitig auch als Tagungszentrum, danach war sie bis zu ihrer Wiedereröffnung im August 2012 dem Verfall preisgegeben. Sie dient jetzt wieder als teilweise genutzte Mehrzweckhalle.
- Der Barbara Uthmann-Brunnen wurde von dem Dresdner Bildhauer Robert Henze 1886 geschaffen, Henze schuf auch die Adam-Ries-Büste, derzeit im Park vor Trinitatis-Kirche, vorher auf dem Köselitz-Platz. 1942 zu Rüstungszwecken eingeschmolzen, konnte 2002 eine durch Spenden finanzierte Rekonstruktion des Denkmals wieder auf dem Annaberger Marktplatz aufgestellt werden.
- Postmeilensäulen und Meilensteine: Im Stadtgebiet befinden sich zwei kursächsische Distanzsäulen – am ehemaligen Böhmischen Tor und am ehemaligen Wolkensteiner Tor –, zwei königlich-sächsische Stationssteine am früheren Wolkensteiner und am einstigen Buchholzer Tor, ein königlich-sächsischer Abzweigstein am sogenannten Feldschlösschen (der Kreuzung der Bundesstraßen B 101 und B 95) und ein kursächsischer Viertelmeilenstein.

#### Weitere Profanbauten in Buchholz

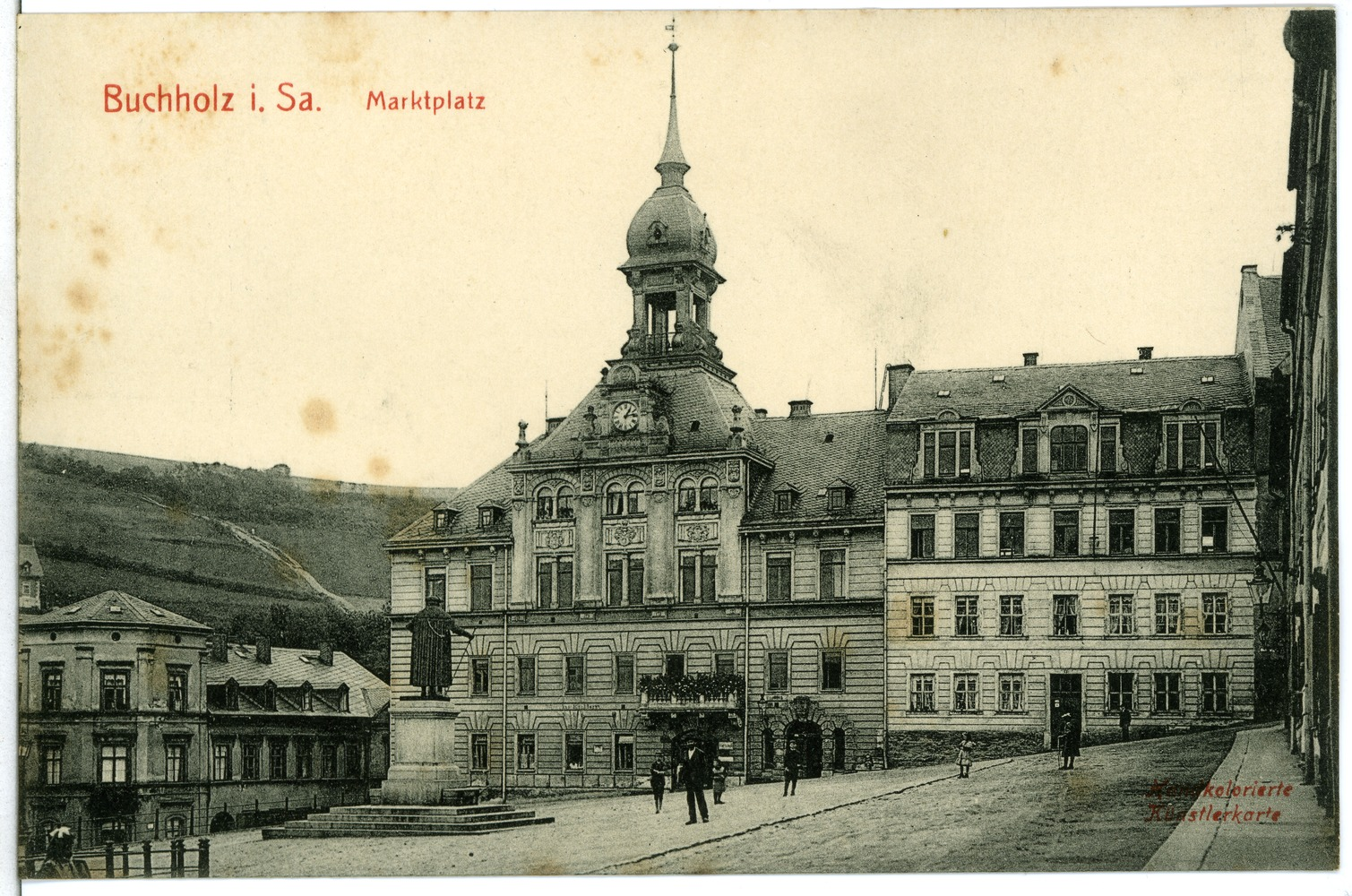
Buchholzer Rathaus 1910

- Ehemaliges Buchholzer Rathaus: Im Laufe der Jahrhunderte hatte die Buchholzer Stadtverwaltung an verschiedenen Standorten ihren Sitz. Das erste Buchholzer Rathaus befand sich 1501 bis 1609 am unteren Ende der Stadt. Zwischen 1638 und 1801 diente ein ausgebautes Bürgerhaus Verwaltungszwecken. Nach einem Brand wurde das Rathaus an gleicher Stelle wieder aufgebaut. An seinem jetzigen Standort am Buchholzer Markt befindet sich das Buchholzer Rathaus seit 1841 auf einem ehemaligen Trümmergrundstück des früheren Bergamtes, des sogenannten Kurfürstenhauses. Dieses Gebäude wurde 1901 unter Leitung von Friedrich Wilhelm Peschke (1851–1915) umgebaut. Es trug der gewachsenen Bedeutung von Buchholz als Industriestadt, dem damit verbundenen höheren Raumbedarf der Stadtverwaltung und gestiegenen Repräsentationsansprüchen Rechnung. Peschke setzte ein großzügiges Geschoss mit hohem Giebel auf und ergänzte das Bauwerk mit einem großen zentralen Turmaufsatz. Mit der Vereinigung von Annaberg und Buchholz verlor das Haus seine Funktion und dient seither als Büro- und Verwaltungsgebäude.
- Statue Friedrich des Weisen auf dem Buchholzer Marktplatz

### Museen

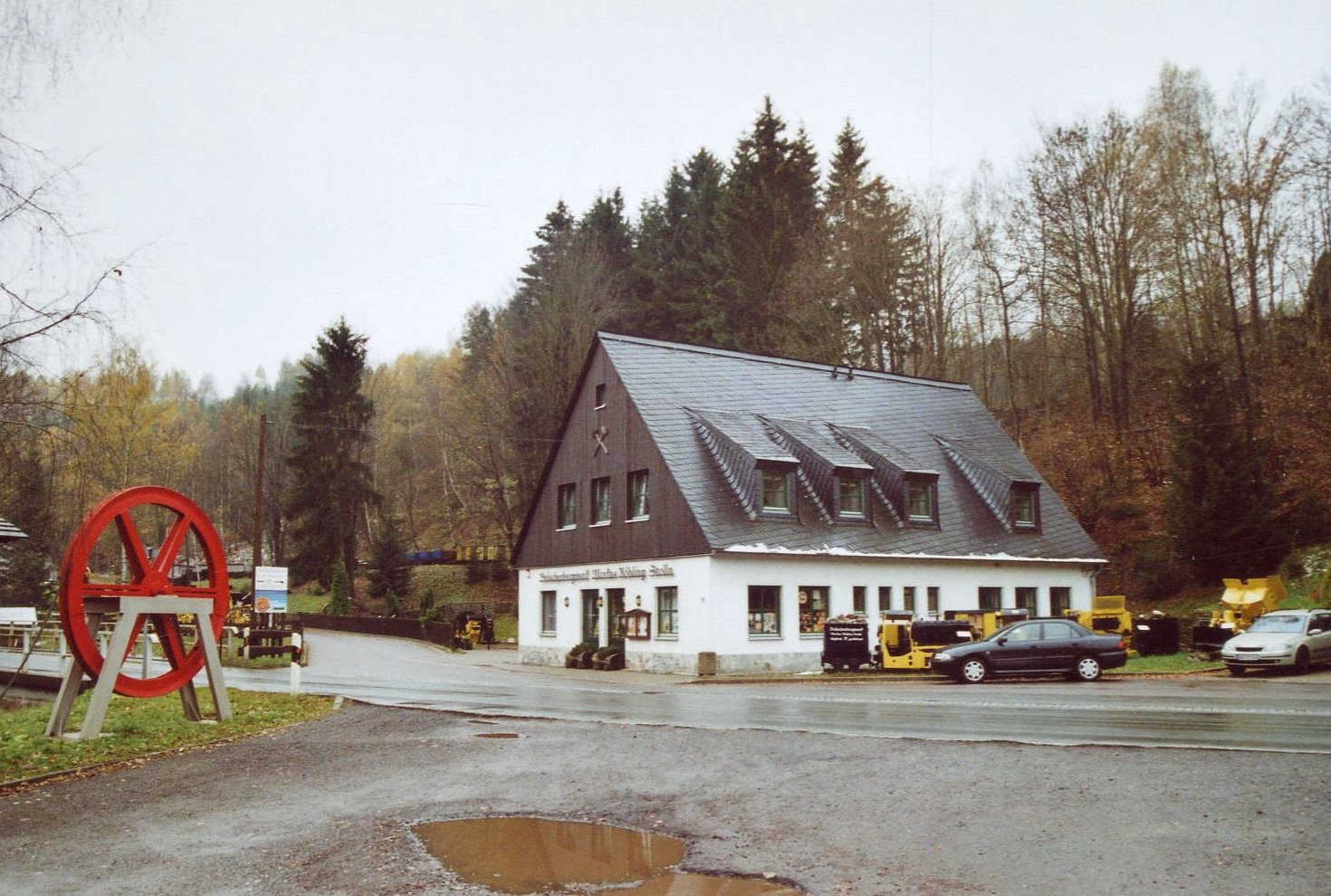
Besucherbergwerk „Markus-Röhling-Stolln“

#### Übersicht
- Adam-Ries-Museum mit Annaberger Rechenschule[22]
- Erzgebirgsmuseum mit dem Besucherbergwerk Im Gößner
- Manufaktur der Träume
- Studienraum Carlfriedrich Claus
- Museum im Frohnauer Hammer/Herrenhaus
- Besucherbergwerk Markus-Röhling-Stolln im Ortsteil Frohnau
- Besucherbergwerk Dorothea-Stolln im Ortsteil Cunersdorf

#### Frohnauer Hammer

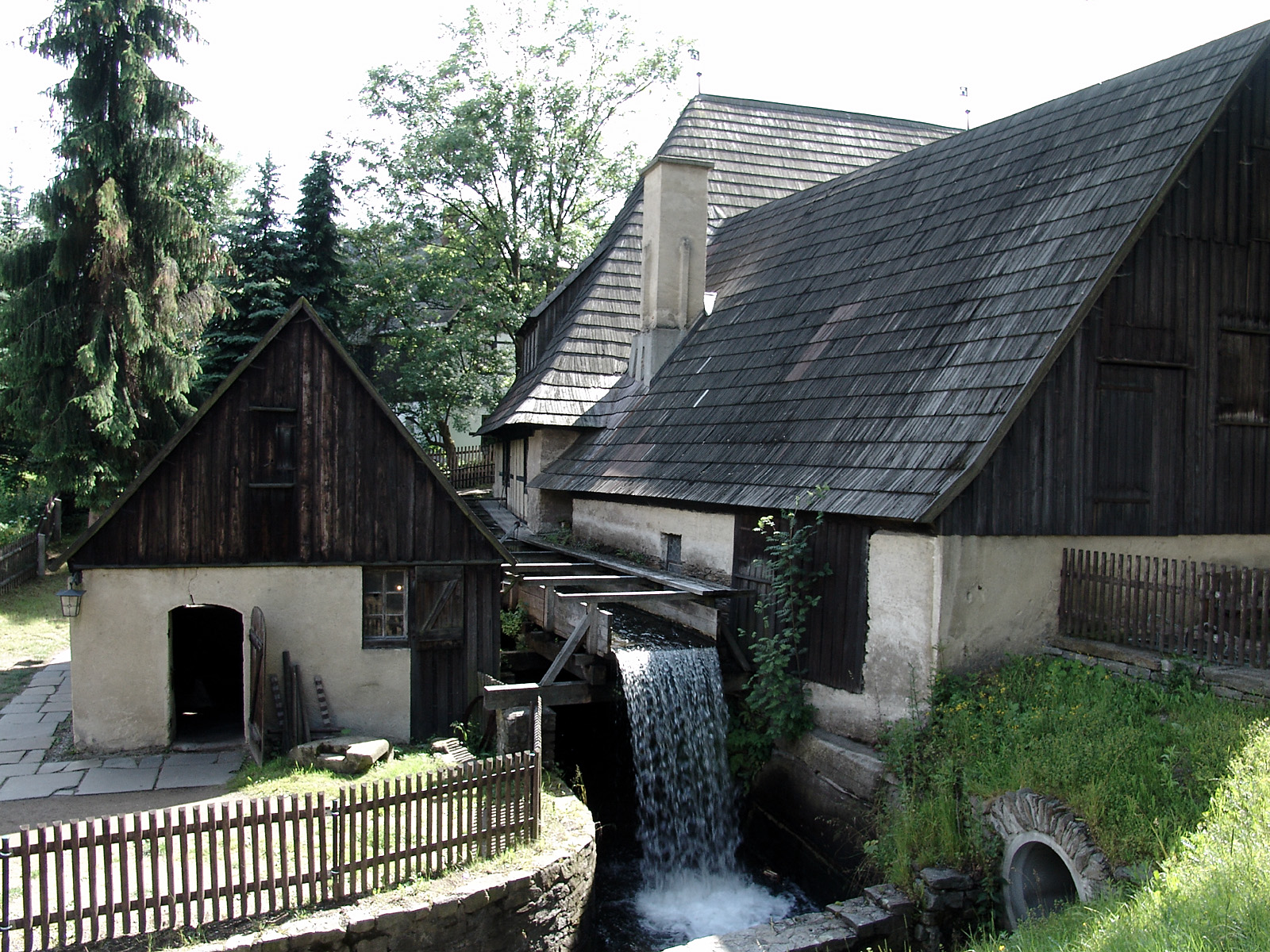
Frohnauer Hammer

Der Frohnauer Hammer ist ein historisches und voll funktionsfähig erhaltenes Hammerwerk im Ortsteil Frohnau. 1907 wurde es zum technischen Denkmal erklärt und kann seither besichtigt werden. Zum Museumskomplex gehören neben dem eigentlichen Hammerwerk unter anderem eine Ausstellung zu den geschmiedeten Produkten und das einstige Hammerherrenhaus.

### Theater und Kultureinrichtungen

#### Eduard-von-Winterstein-Theater

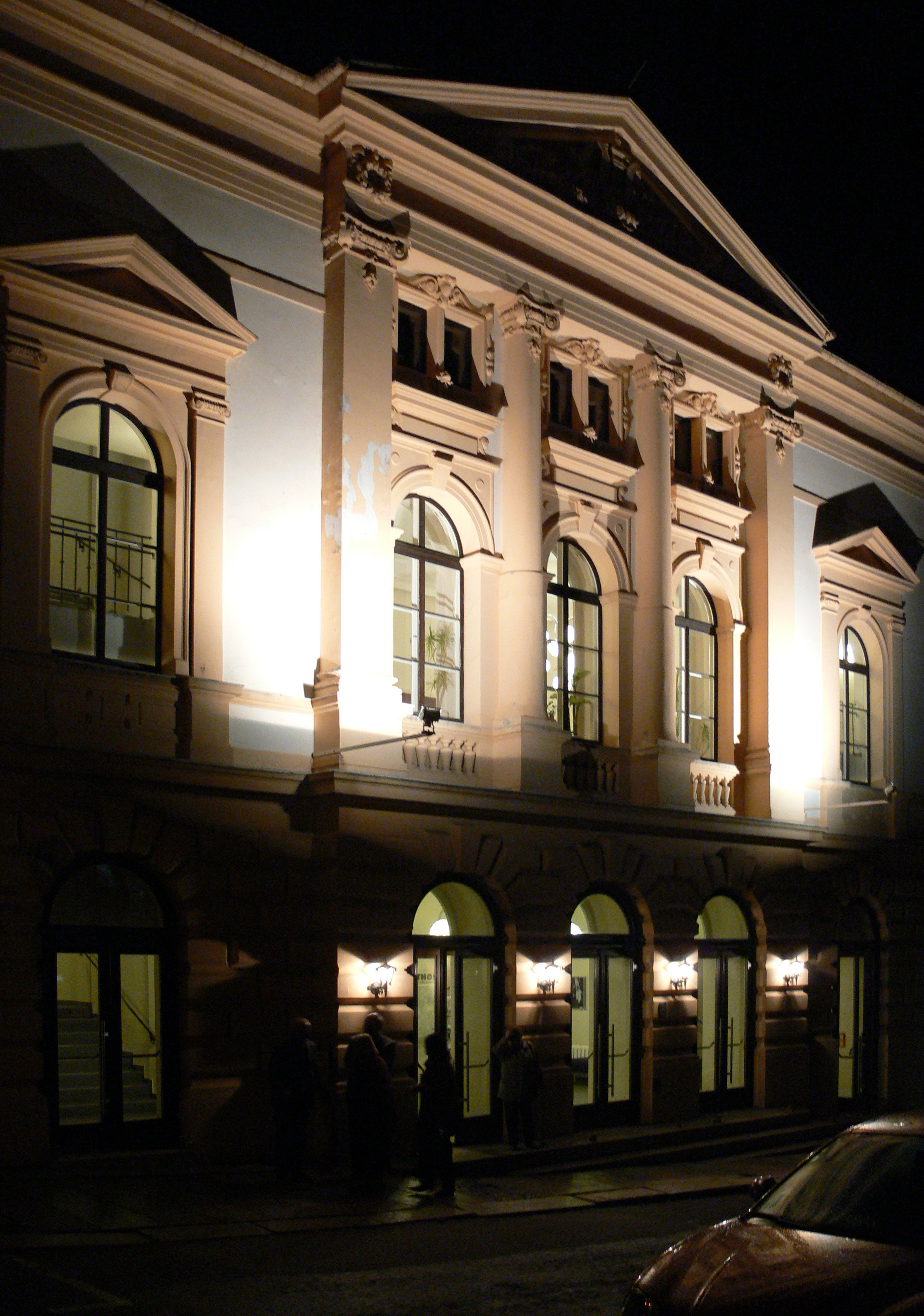
Eduard-von-Winterstein-Theater

Das heutige Eduard-von-Winterstein-Theater wurde am 2. April 1893 als erstes Theater im Erzgebirge mit einer Festaufführung von Goethes Egmont feierlich eröffnet. Die Titelrolle spielte Eduard von Winterstein, dessen Namen das Mehrspartenhaus seit 1981 trägt. Das Theater verfügt über 295 Sitzplätze und eine Studiobühne mit bis zu 50 Plätzen. 1998 wurde das Ensemble des Eduard-von-Winterstein-Theaters in die Erzgebirgische Theater- und Orchester GmbH integriert, in der gegenwärtig 151 Mitarbeiter beschäftigt sind.
Im Eduard-von-Winterstein-Theater werden in den Sparten Musiktheater und Schauspiel jeweils fünf bis sechs Neuproduktionen pro Spielzeit auf der Hauptbühne erarbeitet. Zusätzlich finden Inszenierungen auf der Studiobühne statt. Außerdem bespielt das Eduard-von-Winterstein-Theater seit 1952 das Naturtheater Greifensteine mit 1200 Sitzplätzen, das Kulturhaus in Aue und andere Abstecherorte im Erzgebirge.

#### Alte Brauerei Annaberg
Der Verein Alte Brauerei Annaberg e. V. agiert als soziokulturelles Jugend- und Kulturzentrum und ist zugleich Kulturveranstalter mit vielfältigen Konzert- und Kleinkunstangeboten. Zusätzlich werden oft politische Debatten, z. B. „Tresengespräche“, organisiert und abgehalten.

#### Neues Konsulat
Der Verein Lichtfabrik e. V. Neues Konsulat betrieb in der Buchholzer Straße 57 von 2008 bis 2024 einen Filmkulturtreffpunkt sowie soziokulturelle Projekte. In diesem Haus befand sich seit 1879 die amerikanische Handelsvertretung für Posamenten und Schmucktextilien aus dem Erzgebirge. Sie wurde 1882 in ein USA-Konsulat umgewandelt.

#### Kunstkeller
Verein zur Vermittlung und Förderung zeitgenössischer Kunst und Kultur speziell erzgebirgischer Künstler, aber auch von Künstlern des In- und Auslandes in der Wilischstraße 11.

### Gedenkstätten
- Gedenktafel am Schützenhaus zur Erinnerung an die NS-Gegner, die dort 1933 misshandelt und anschließend der NS-Unrechtsjustiz ausgeliefert wurden
- Gedenktafel von 1992 gegenüber dem Gasthaus Feldschlößchen zur Erinnerung an den Todesmarsch von 400 überwiegend französischen KZ-Häftlingen aus dem Außenlager Neu-Staßfurt des KZ Buchenwald, die im April 1945 bis Annaberg getrieben wurden und von denen nur 65 überlebten
- Sowjetisches Ehrenmal und Grabstätten auf dem Alten Friedhof für Rotarmisten, sowjetische Kriegsgefangene sowie Männer und Frauen, die während des Zweiten Weltkrieges nach Deutschland verschleppt und Opfer von Zwangsarbeit wurden
- Ehrenmal von 1949 auf demselben Friedhof für die Opfer des Faschismus und die Widerstandskämpfer gegen den Faschismus
- Jüdischer Ehrenhain von 1957 auf dem Neuen Friedhof, Dresdner Straße, zur Erinnerung an die vertriebene jüdische Gemeinde und die Zerstörung des jüdischen Friedhofs durch das NS-Regime und zum Gedenken an die Opfer der Shoa
- Gedenkstein an der Klosterstraße zur Erinnerung an die Opfer der DDR-Diktatur und an die Wende

### Parks und Naturdenkmäler
- Stadtpark mit Trinitatiskirche, Adam-Ries-Büste, Barbara-Uthmann-Grabdenkmal und Auferstehungslinde
- Waldschlösschenpark Buchholz mit Parkhotel, Teich und Parkbühne
- Stadtpark am Pöhlberg mit Tiergehege, Kinderspielplatz und Gaststätte
- Pöhlberg mit Stadtpark, alter Bobbahn, Aussichtsturm und Basaltformation Butterfässer
- Schreckenberg mit Turmruine

### Sport
- Die Mehrzwecksporthalle Silberlandhalle hat 1400 m² Nutzfläche und bis zu 1300 Sitzplätze. Sie dient dem Vereinssport und für Veranstaltungen, zum Beispiel Konzerte.
- Kurt-Löser-Sportplatz (bis 1990 „Kampfbahn“), Fußball- und Mehrzwecksportplatz mit 8000 m² Rasenfläche und 250 Sitzplätzen, 2008 generalüberholt und erweitert, benannt nach dem Annaberger Antifaschisten Kurt Löser.
- Rollstuhltanzsport wird vom Christlichen Körperbehinderten-Verein und seine Freunde Annaberg e. V. angeboten.[26]
- 1921 bis 1928 wurden mit den Pöhlbergrennen die ältesten Motorsport-Bergmeisterschaften im Freistaat Sachsen durchgeführt. Nach 70-jähriger Pause findet das Pöhlbergrennen seit 1998 in Form einer Oldtimer-Gleichmäßigkeitsfahrt vom MC Annaberg im ADAC wieder als  Highlightveranstaltung jährlich am Pfingstsamstag statt.[27][28]

### Regelmäßige Veranstaltungen
- Ein alljährlicher Höhepunkt im Frühsommer ist das größte Volksfest in der Region, die Annaberger Kät.
- Seit 2017 veranstaltet die Stadt alle zwei Jahre das Internationale Märchenfilmfestival Fabulix.
- In vierjährigem Turnus wird das Europäische Töpferfest in der Annaberger Altstadt abgehalten.[29]
- Alle zwei Jahre im August findet das Klosterfest in den Ruinen des Franziskanerklosters Annaberg statt.
- Alle fünf Jahre wird das Berg- und Hammerfest im Ortsteil Frohnau (Frohnauer Hammer) veranstaltet.
- Überregional ist der Annaberger Weihnachtsmarkt bekannt, der am vierten Adventssonntag mit einer der weltweit größten Bergparaden abgeschlossen wird.

### Kulinarische Spezialitäten
- Erzgebirgische Küche

### Kirchen und Religionsgemeinschaften
- Evangelisch-lutherische Kirchgemeinde Annaberg-Buchholz
- Landeskirchliche Gemeinschaft zu Annaberg
- Landeskirchliche Gemeinschaft zu Buchholz
- Lutherische Bekenntnisgemeinde Annaberg-Buchholz
- Evangelisch-methodistische Kirche
- Freikirche der Siebenten-Tags-Adventisten
- Freikirchliche Pfingstgemeinde Annaberg
- Neuapostolische Kirchgemeinde Annaberg-Buchholz
- Gemeinde Annaberg der Kirche Jesu Christi der Heiligen der Letzten Tage (Mormonen)
- Gemeinschaft in Christo Jesu (Lorenzianer)
- Katholische Pfarrei „Maria, Mutter der Kirche“ (Dekanat Chemnitz, Bistum Dresden-Meißen)

## Wirtschaft

### Ansässige Unternehmen

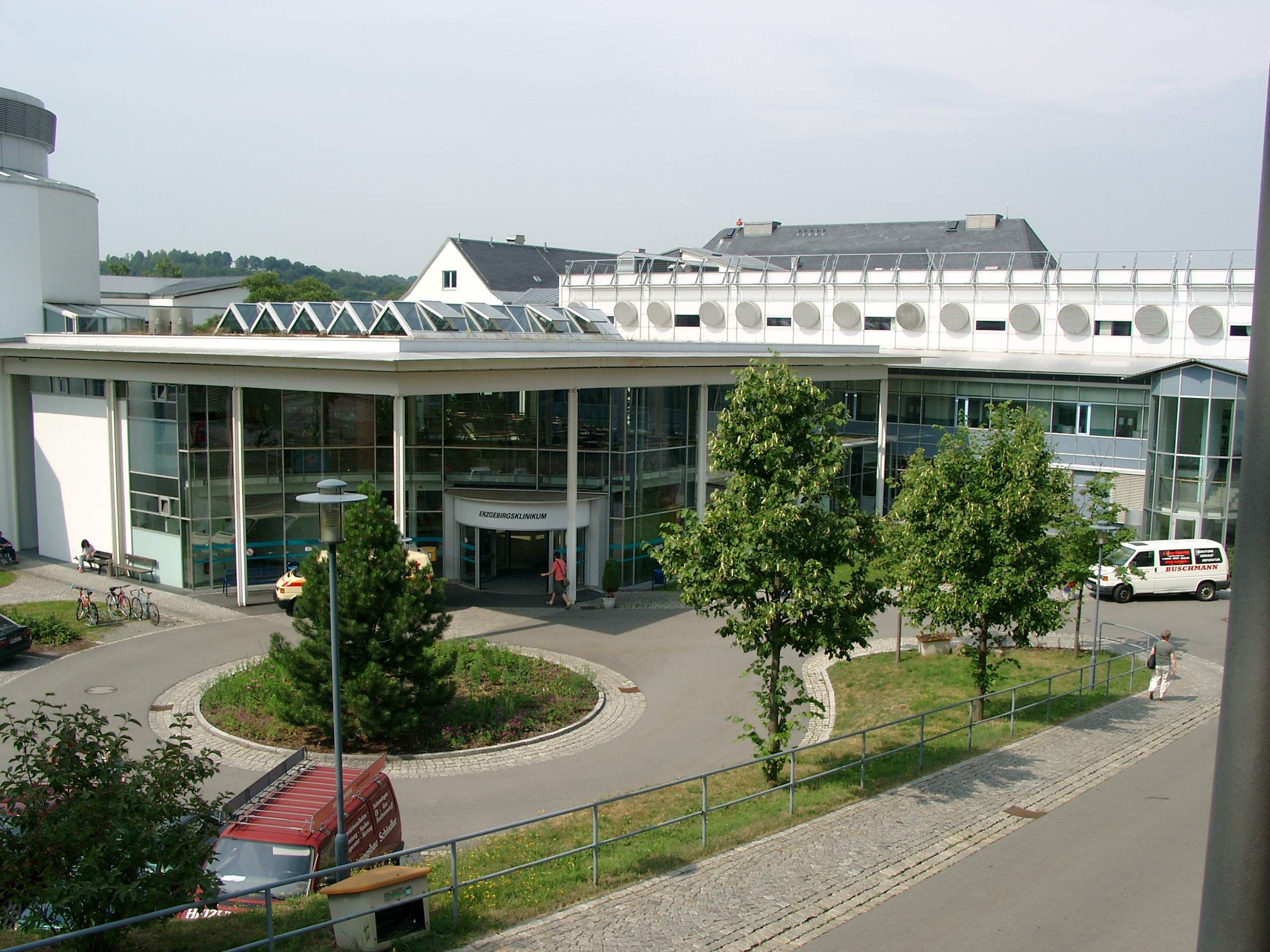
Erzgebirgsklinikum

Traditionelle Wirtschaftszweige sind die Textilherstellung, die ihre Wurzeln im ausgehenden Mittelalter hat, Metall- Papier- und Holzverarbeitung sowie die Spielwarenindustrie. Nach der politischen Wende 1989/90 sind Industrie und verarbeitendes Gewerbe stark zurückgegangen. Dennoch hat die Region eine der höchsten Industriedichten (Arbeitsplätze im verarbeitenden Gewerbe) in Sachsen.
Positive Entwicklungstendenzen verzeichnen die Automobilzulieferindustrie sowie das Dienstleistungsgewerbe, insbesondere der Tourismus. Annaberg-Buchholz zählt zu den wichtigsten touristischen Zielen in Sachsen, vor allem in der Vorweihnachtszeit.
| Bedeutende Arbeitgeber                                      | Mitarbeiter | Anmerkung, Quellen                                                        |
| ----------------------------------------------------------- | ----------- | ------------------------------------------------------------------------- |
| Annaberger Backwaren GmbH                                   | 177         | [ 30 ]                                                                    |
| Bäckerei Roscher                                            | 265         | [ 31 ]                                                                    |
| Baugeschäft Gotthard Rebentisch                             | 50          | [ 32 ]                                                                    |
| Bundesagentur für Arbeit                                    | 310         | Sitz des Agenturbezirkes                                                  |
| elektrobau Annaberg GmbH                                    | 70          | [ 34 ]                                                                    |
| Erzgebirgische Theater- und Orchester GmbH                  | 173         | [ 35 ]                                                                    |
| Erzgebirgsklinikum                                          | 510         |                                                                           |
| Erzgebirgssparkasse                                         | 860         | Mitarbeiter insgesamt                                                     |
| Evangelische Schulgemeinschaft Erzgebirge                   | 75          | [ 36 ]                                                                    |
| Finanzamt Annaberg                                          | 150         |                                                                           |
| Handtmann Leichtmetallgießerei Annaberg                     | 370         | [ 37 ]                                                                    |
| Institut für Ausbildung Jugendlicher gGmbH (IAJ)            | 140         | [ 38 ]                                                                    |
| Industrie- und Dichtungstechnik (IDT), Werk Kupferring GmbH | 156         | [ 39 ]                                                                    |
| IVB Umwelttechnik GmbH                                      | 84          | [ 40 ]                                                                    |
| Obererzgebirgische Posamenten- und Effekten-Werke (OPEW)    | 24          | Posamentenindustrie                                                       |
| Regionalverkehr Erzgebirge                                  | 638         | Mitarbeiter insgesamt; Betreiber des Regionalverkehrs im Erzgebirgskreis; |
| reifra Kunststofftechnik GmbH                               | 32          | [ 43 ]                                                                    |
| Rodag Food GmbH                                             | 60 – 80     | vormals Omnifood; Lebensmittelindustrie;                                  |
| Ruther & Einenkel                                           | 66          | Posamentenindustrie                                                       |
| Schönfelder Papierfabrik GmbH                               | 120         | [ 45 ]                                                                    |
| Städtereinigung Annaberg GmbH                               | 65          | [ 46 ]                                                                    |
| Stadtverwaltung Annaberg-Buchholz                           | 270         | [ 47 ]                                                                    |
| Stadtwerke Annaberg-Buchholz                                | 156         | [ 48 ]                                                                    |
| Technische Gebäudeausrüstung Annaberg GmbH                  | 45          | [ 49 ]                                                                    |
| Wirtschaftsförderung Erzgebirge GmbH                        | 30          | [ 50 ]                                                                    |
| Wohn- und Pflegezentrum Annaberg-Buchholz                   | 393         | [ 51 ]                                                                    |

### Medien
In Annaberg-Buchholz erscheint eine Lokalausgabe der Chemnitzer Tageszeitung Freie Presse mit einer Lokalredaktion in der Stadt. Über Lokalgeschehen berichten auch die Anzeigenblätter Blick und Wochenendspiegel. Außerdem hat dort der Radiosender Radio Erzgebirge der BCS Broadcast Sachsen GmbH & Co. KG ein Lokalstudio. Seit dem 18. Dezember 2011 erscheint die Online-Zeitung Annaberger Wochenblatt. Annaberg-Buchholz besitzt einen privaten Fernsehkanal, der über das TV-Kabelnetz verbreitet wird: AB TV.

## Infrastruktur und Verkehr

### Fernstraßen
Annaberg-Buchholz liegt an der B 95 sowie an der B 101. Die nächstgelegene Autobahnanschlussstelle an der A 72, Stollberg-West, ist ca. 25 Kilometer entfernt. Hier entsteht seit Mitte der 90er Jahre ein leistungsfähiger Zubringer.
Annaberg-Buchholz liegt zudem an der ersten sächsischen Ferienstraße, der auf einen historischen Verkehrsweg zurückgehenden Silberstraße.

### Eisenbahn
Seit 1866 besteht ein Bahnanschluss nach Chemnitz, die sogenannte Zschopautalbahn, die weiter über die Bahnstrecke Vejprty–Annaberg-Buchholz unt Bf nach Cranzahl bzw. Bärenstein führt und dort Anschluss an die schmalspurige Fichtelbergbahn (im Bahnhof Cranzahl) bzw. nach Tschechien (im Grenzbahnhof Vejprty) hat. Seit der Sanierung der Strecke wird diese von der Erzgebirgsbahn, einer Tochter der Deutschen Bahn, betrieben. Die Züge halten am Bahnhof Annaberg-Buchholz unterer Bahnhof. Daneben existieren der Haltepunkt Annaberg-Buchholz Mitte sowie der Bahnhof Annaberg-Buchholz Süd. Auf der Zschopautalbahn verkehrt stündlich die Linie RB 80 Chemnitz–Annaberg-Buchholz–Cranzahl.
An diesen drei Bahnhöfen hielten bis zur Stilllegung im Jahr 1997 auch die Züge der Bahnstrecke Annaberg-Buchholz–Schwarzenberg. Seit dem Jahr 2009 wird die Strecke an einzelnen Wochenenden im Sommerhalbjahr als Erzgebirgische Aussichtsbahn für den touristischen Ausflugsverkehr genutzt. Verantwortliches Eisenbahnverkehrsunternehmen ist der Verein Sächsischer Eisenbahnfreunde e. V.
Bis zur Stilllegung am 31. Dezember 1994 gab es einen Oberen Bahnhof an der Bahnstrecke Königswalde–Annaberg. Diese war in den letzten 30 Jahren ihres Bestehens eine reine Güterstrecke. Sie stellte den Eisenbahnanschluss für zahlreiche Industriebetriebe im Bereich der B 95, des östlichen Annabergs, her.

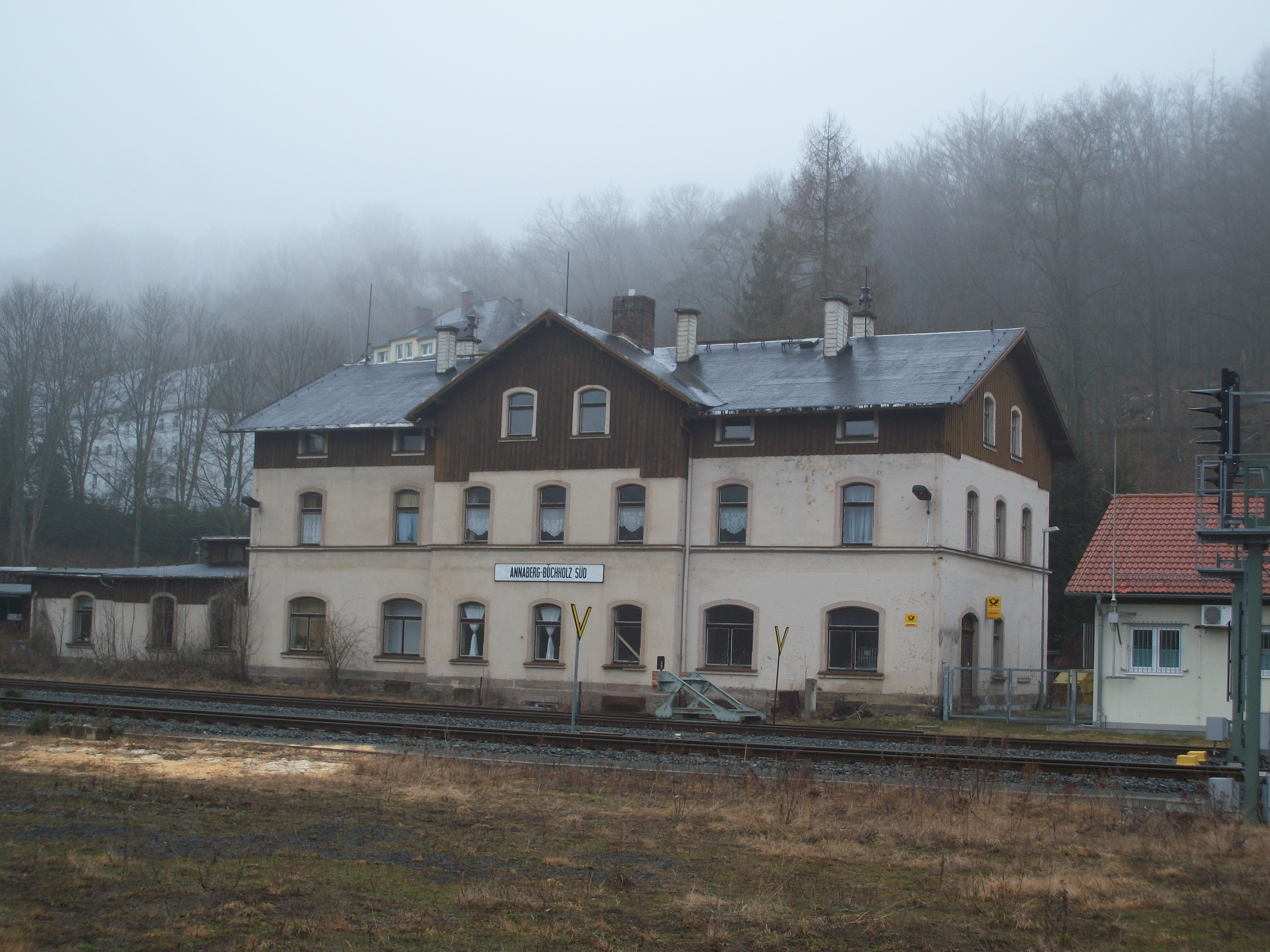
Bahnhof Annaberg-Buchholz Süd, 2016
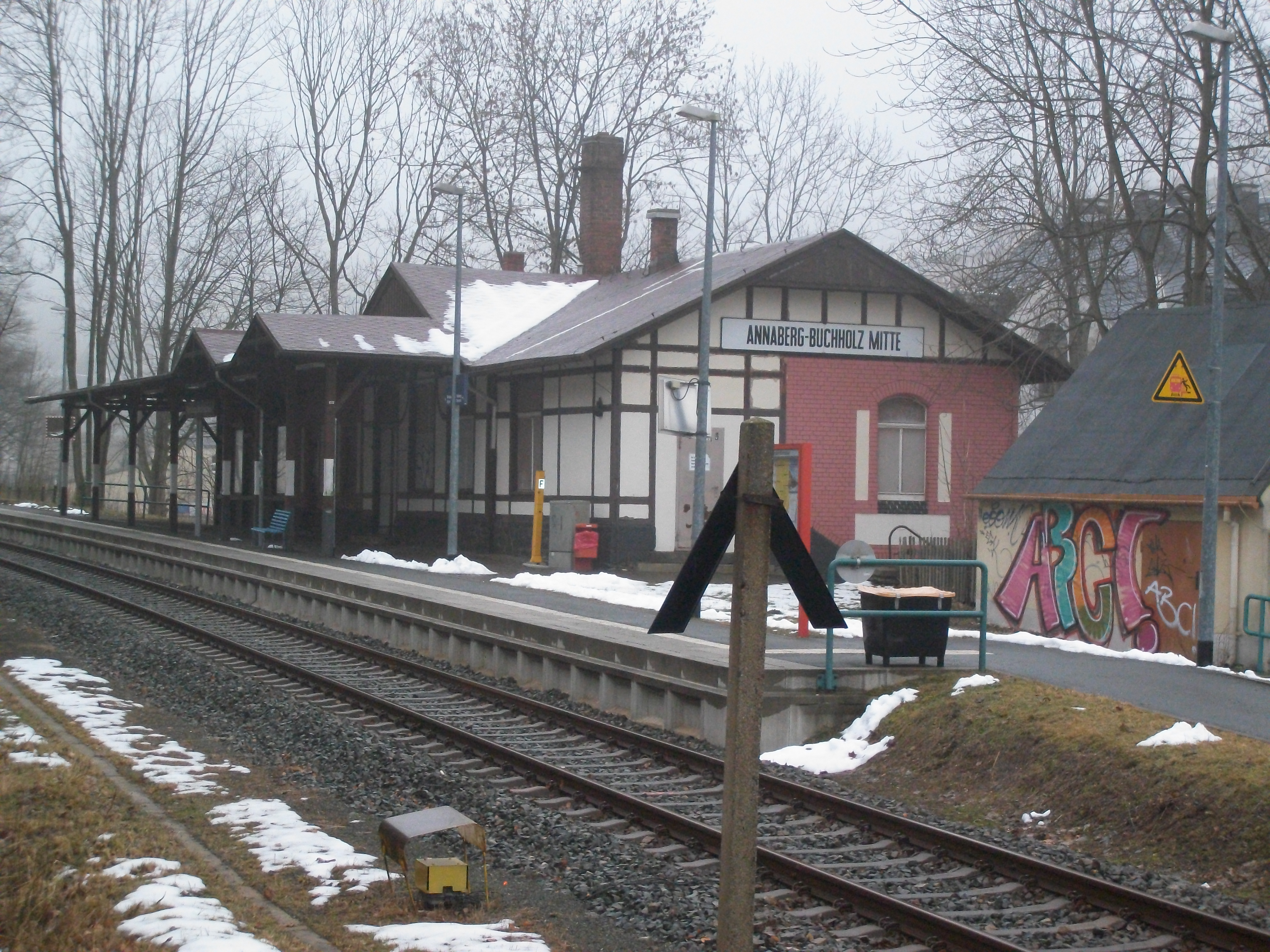
Haltepunkt Annaberg-Buchholz Mitte, 2016
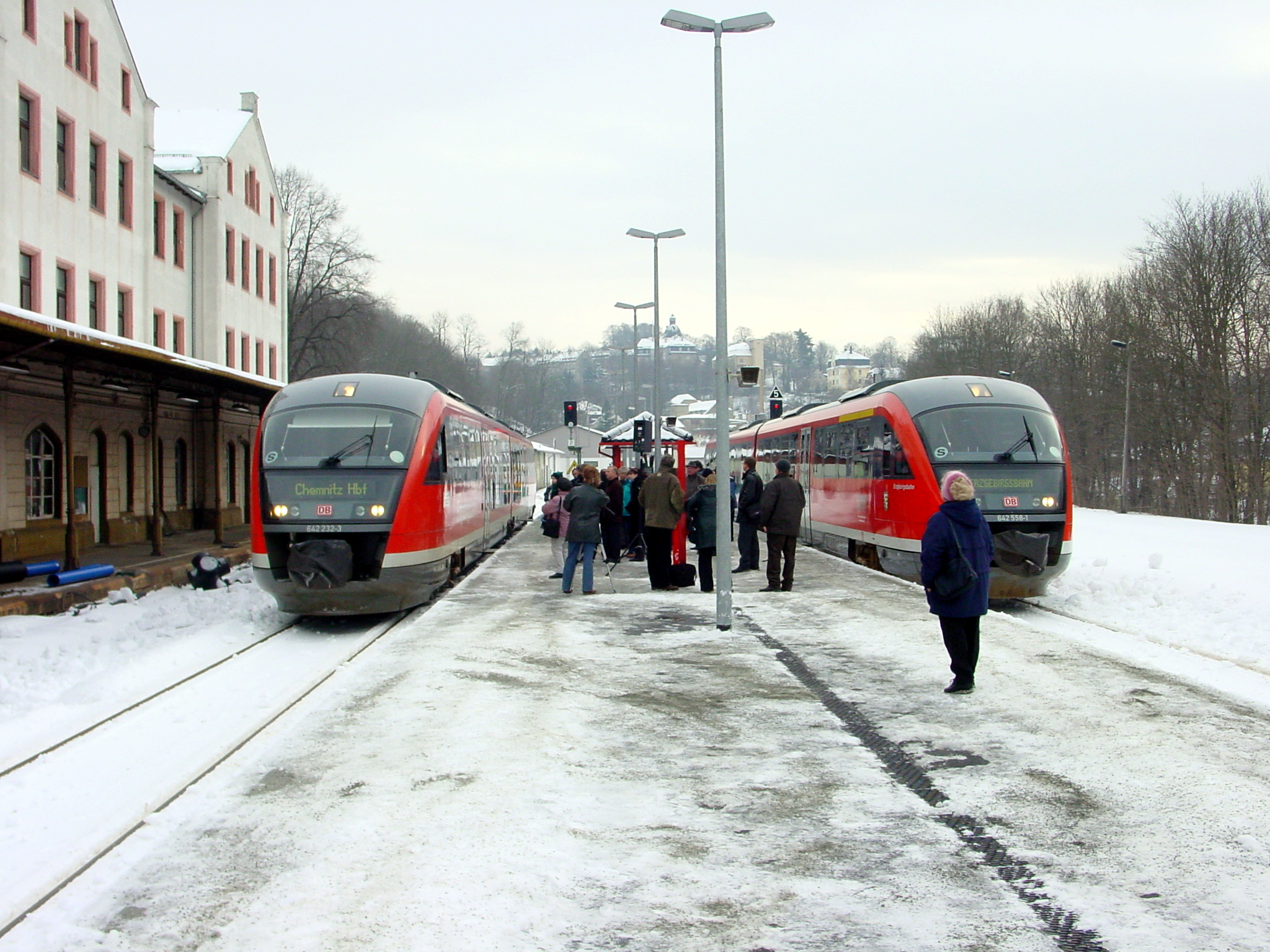
Annaberg-Buchholz, Unterer Bahnhof
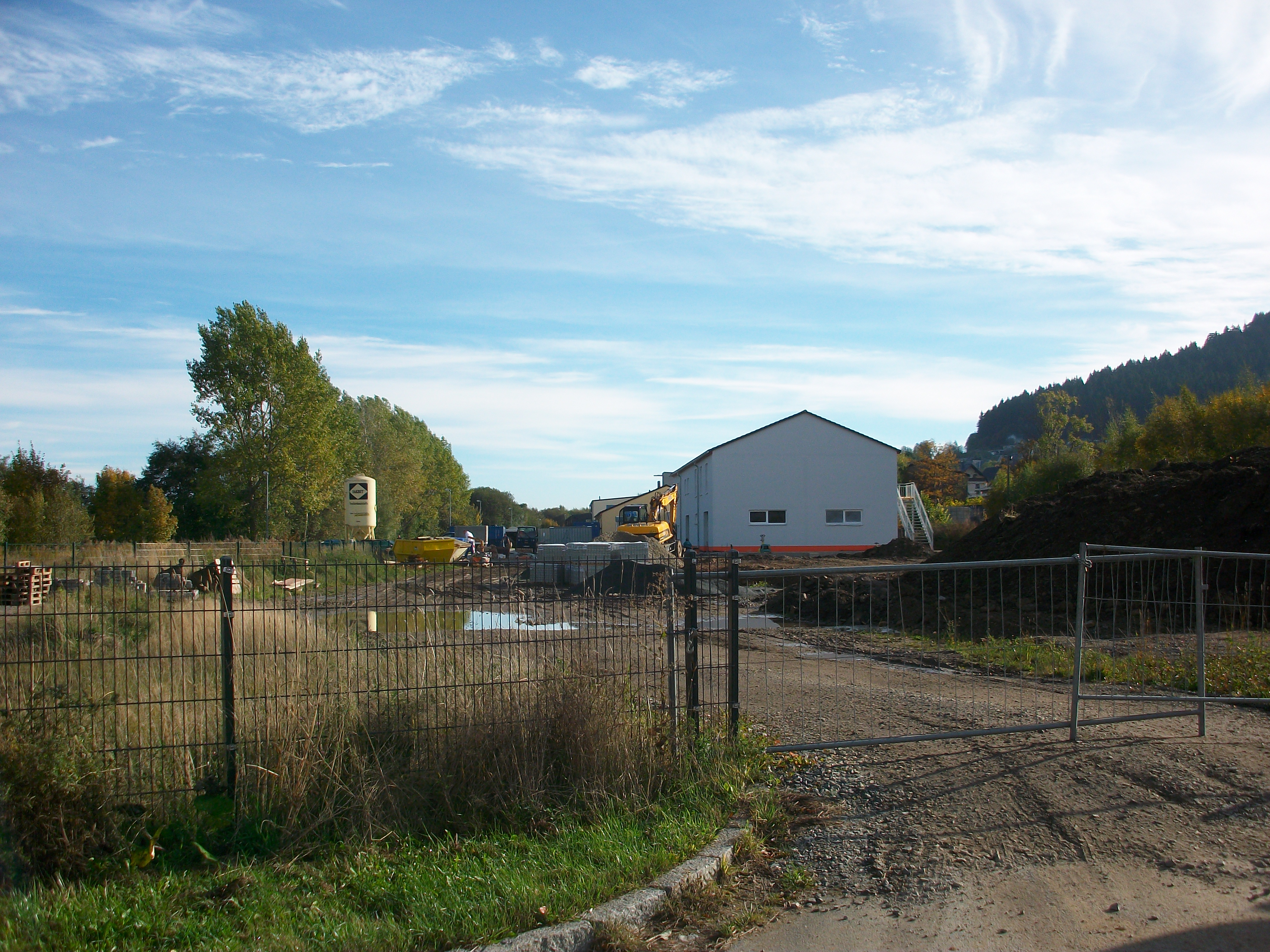
Gelände des ehemaligen Oberen Bahnhofs Annaberg-Buchholz

### Luftverkehr
Der nächstgelegene Verkehrslandeplatz befindet sich in Chemnitz/Jahnsdorf (28 km). Nächstgelegene Flughäfen mit Linienverkehr sind Karlsbad (CR) (60 km), Dresden (103 km), Prag (118 km) und Leipzig/Halle (131 km).

### Öffentlicher Nahverkehr (ÖPNV)
Die in Annaberg-Buchholz ansässige RVE Regionalverkehr Erzgebirge GmbH betreibt im Stadtgebiet insgesamt sieben Stadtbuslinien. Regionalbuslinien verbinden Annaberg-Buchholz mit der Region sowie mit Chemnitz, Dresden und Kadaň.
Stadtverkehr
| Linie | Linienverlauf                                         | Einsatztage      |
| ----- | ----------------------------------------------------- | ---------------- |
| A     | Barbara-Uthmann-Ring > Markt > Buchholz > Markt       | täglich          |
| B     | Frohnau > Obere Stadt                                 | täglich          |
| C     | Markt > Herzog-Georg-Ring > Erzgebirgs Center > Markt | Montag – Freitag |
| D     | Citybus Markt > B95/Am Kätplatz > Markt               | Montag – Freitag |
| E     | Stadtbus Buchholz (Bergfahrten)                       | Montag – Samstag |
| F     | Cunersdorf > Buchholz                                 | Montag – Freitag |
| G     | Markt > Cunersdorf                                    | Montag – Freitag |

Regionalverkehr
| Linie | Linienverlauf                                                                 |
| ----- | ----------------------------------------------------------------------------- |
| 210   | Chemnitz <> Annaberg-Buchholz                                                 |
| 400   | Annaberg-Buchholz <> Freiberg <> Hetzdorf <> Dresden                          |
| 411   | Annaberg-Buchholz <> Bärenstein <> Kurort Oberwiesenthal                      |
| 413   | Annaberg-Buchholz <> Geyer <> Zwönitz <> Stollberg                            |
| 415   | Annaberg-Buchholz <> (Crottendorf – Nur am Wochenende) <>Schwarzenberg <> Aue |
| 417   | Annaberg-Buchholz <> Crottendorf <> Scheibenberg                              |
| 419   | Annaberg-Buchholz <> Scheibenberg <> Elterlein <> Schwarzbach <> Zwönitz      |
| 428   | Annaberg-Buchholz <> Sehma <> Cranzahl <> Neudorf                             |
| 430   | Annaberg-Buchholz <> Königswalde <> Jöhstadt <> Schmalzgrube <> Grumbach      |
| 431   | Annaberg-Buchholz <> Steinbach <> Satzung <> Reitzenhain                      |
| 432   | Annaberg-Buchholz <> Geyer <> Ehrenfriedersdorf <> Thum                       |
| 433   | Annaberg-Buchholz <> Neundorf <> Thermalbad Wiesenbad                         |
| 434   | Annaberg-Buchholz <> Geyersdorf <> Mildenau <> Neugrumbach                    |
| 435   | Annaberg-Buchholz <> Niederschmiedeberg / Oberschmiedeberg <> Steinbach       |
| 439   | Annaberg-Buchholz <> Geyersdorf <> Falkenbach <> Streckewalde <> Wolkenstein  |
| 490   | Marienberg <> Mildenau <> Annaberg-Buchholz                                   |
| 499   | Olbernhau <> Marienberg <> Wolkenstein <> Annaberg-Buchholz                   |

Grenzüberschreitender Busverkehr
| Linie | Linienverlauf                                               |
| ----- | ----------------------------------------------------------- |
| 590   | Kadaň <> Klášterec nad Ohří <> Vejprty <> Annaberg-Buchholz |

## Bildung

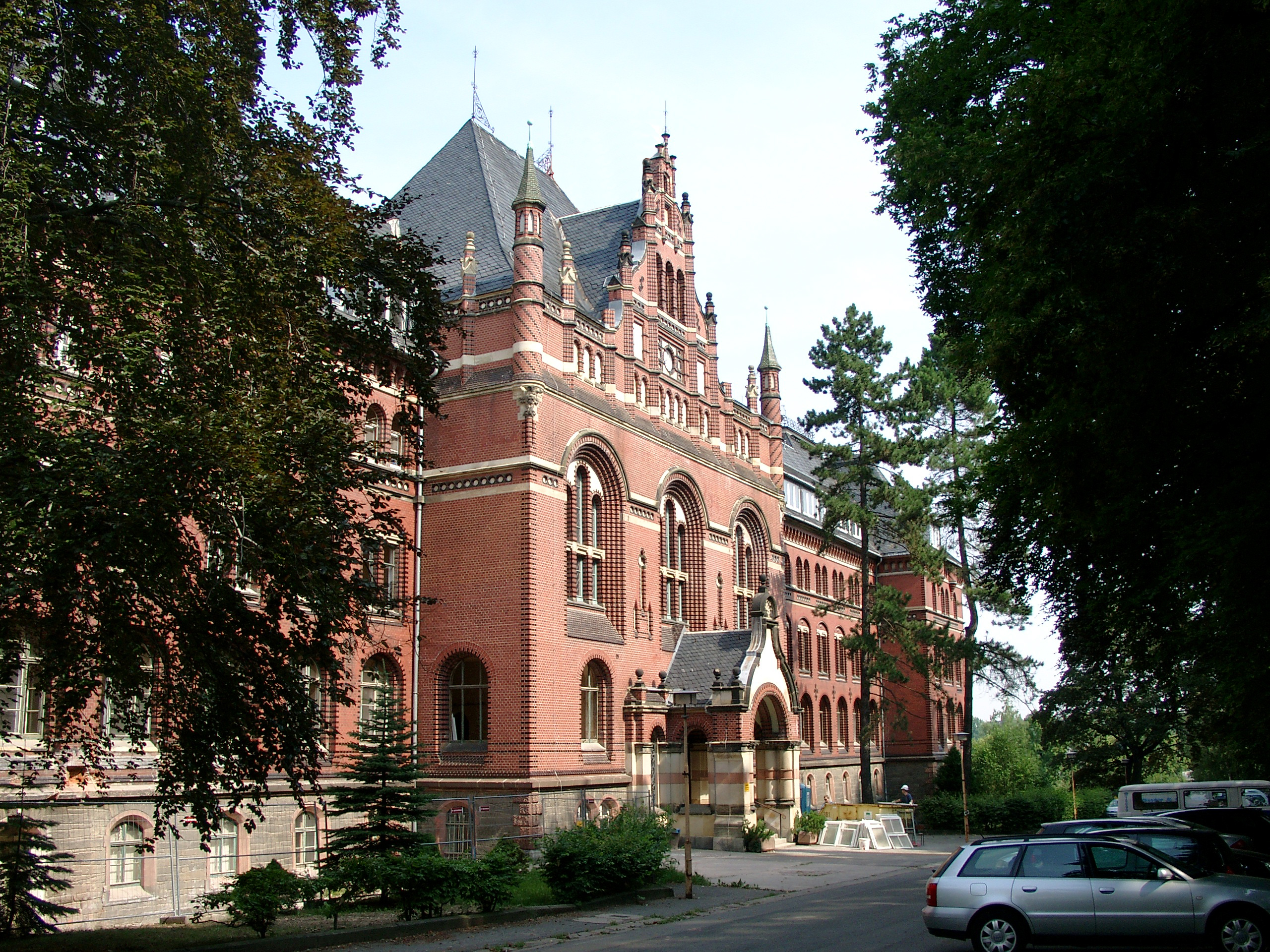
Schulgebäude der Evangelischen Schulgemeinschaft Erzgebirge

Bereits zwei Jahre nach der Stadtgründung wurde 1498 eine erste Lateinschule erwähnt. Bekannt ist auch die Rechenschule von Adam Ries, die er Mitte des 16. Jahrhunderts in seinem Wohnhaus betrieb. Der Standort oberhalb der St.-Annen-Kirche hat eine besonders lange Tradition. 1549 entstand dort ein erstes Schulgebäude, das in den folgenden Jahrhunderten immer wieder neu- und umgebaut wurde. Das heutige Gebäude stammt aus dem Jahr 1795. 1837 wurde ein zweites Schulgebäude unmittelbar daneben errichtet und 1882 umfassend erweitert. Der gesamte Komplex wurde bis 2010 zum Bildungszentrum Adam Ries umgebaut, das Grund- und Oberschule mit Ganztagsangeboten vereint.
1872 wurde für die Realschule ein neues Gebäude in der Münzgasse errichtet, 1894 eine zweite Bürgerschule in der heutigen Pestalozzistraße (jetzt Landkreisgymnasium St. Annen). 1900 wurde das unter dem damaligen Direktor Ernst Schwerdtner vom Architekten Conrad Canzler entworfene neue Lehrerseminar eröffnet (ab 1925 eine höhere Mädchenschule, nach 1945 Krankenhaus, heute Evangelische Schulgemeinschaft Erzgebirge).
Die Städte Annaberg und Buchholz entwickelten sich im 19. Jahrhundert zu Zentren der Posamentenindustrie. 1858 wurde die Posamentenfachschule gegründet und erhielt 1909 einen großzügigen Neubau in der heutigen Straße der Einheit. Dort ist das Berufliche Schulzentrum für Technik, Ernährung und Wirtschaft untergebracht.

### Grundschulen
- Grundschule im Bildungszentrum Adam Ries
- Grundschule Friedrich Fröbel
- Grundschule Kleinrückerswalde
- Grundschule An der Riesenburg
- Grundschule Maria Montessori

### Oberschulen
- Oberschule im Bildungszentrum Adam Ries
- Oberschule J. H. Pestalozzi
- Montessori-Oberschule in der Evangelischen Schulgemeinschaft Erzgebirge

### Gymnasien
- Landkreis-Gymnasium St. Annen
- Evangelische Schulgemeinschaft Erzgebirge
- Berufliches Gymnasium für Wirtschaftswissenschaften

### Berufsbildende Schulen
- Berufliches Schulzentrum für Technik, Ernährung und Wirtschaft
- Institut für Ausbildung Jugendlicher gGmbH
- Freie Schulen Annaberg der ASG – Anerkannten Schulgesellschaft mbH

## Persönlichkeiten

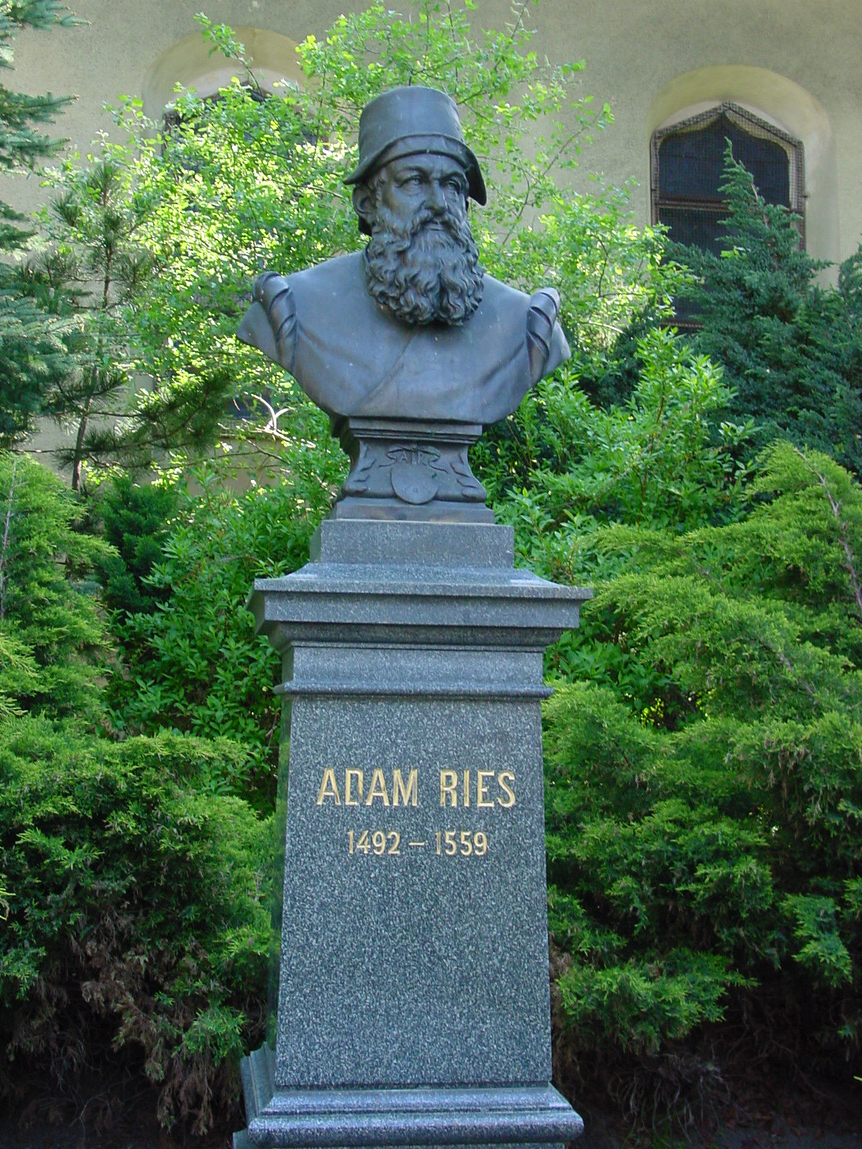
Adam-Ries-Denkmal

Bedingt durch die lange Bergbautradition und die damit verbundene Rolle Annabergs als Bergbaumetropole der frühen Neuzeit zog die Stadt in dieser Zeit zahlreiche Gelehrte an. Hervorzuheben sind insbesondere Adam Ries und Johannes Rivius.
Unter den Söhnen und Töchtern der Stadt haben Barbara Uthmann (1514–1575), eine deutsche Unternehmerin, Christian Felix Weiße (1726–1804), der Begründer der Kinder- und Jugendliteratur, der Komponist und Schriftsteller Heinrich Köselitz (alias Peter Gast; 1854–1918) und der Künstler Carlfriedrich Claus (1930–1998) überregionale Bekanntheit erlangt.

## Filmdokumentation
- 2017: Weihnachtswunderstadt: Annaberg – Buchholz, Dokumentarfilm-Produktion, Drehbuch und Regie: Heike Bittner

## Sagen
- Ludwig Bechstein: Die bösen Katzen[55] (wie die Katzenmühle bei Buchholz angeblich zu ihrem Namen kam.)